# جي بي مورغان تشيس
جي بي مورجان تشيس (بالإنجليزية: JPMorgan Chase) هو بنك أمريكيّ متعدد الجنسيات للخدمات الماليَّة المصرفيَّة. هو أكبر بنك في الولايات المتَّحدة، مع إجمالي أصول الولايات المتحدة 3.67
تريليون دُولار. وهو المزود الرئيسيّ للخدمات الماليَّة، استنادا إلى ترتيب مجلة فوربس هو ثالث أكبر شركة مساهمة عامة في العالم. تأسس عام 1799 يقع في نيويورك في الوول ستريت كان في البداية اسمه جي بي مورجان، في عام 2000 اندمج مع بنك تشايس منهاتن فسمي جي بي مورجان تشايس يوجد حوالي 230,000 موظف في عام 2008 يعمل في البنك في جميع أنحاء العالم القيمة السوقيَّة للبنك فاقت 145 مليار دُولار سنة 2007.

## التاريخ
جي بي مورجان تشيس، في هيكلها الحالي، هو نتيجة مجموعة من العديد من الشركات المصرفيَّة الأمريكيَّة الكبيرة منذ عام 1996، بما في ذلك بنك تشيس مانهاتن، جي بي مورجان وشركاه، بنك وان، بير ستيرنز وواشنطن ميوتشوال. وبالعودة إلى أبعد من ذلك، فإن أسلافها تشمل الشركات المصرفيَّة الكبرى من بينها كيميكال بنك، والمصنعين هانوفر، وبنك شيكاغو الأول، وبنك ديترويت الوطني، وبنك تكساس التجاري، وبروفيدان فاينانشيال، وغريت ويسترن بنك. أقدم مؤسسة سابقة للشركة، بنك شركة مانهاتن، كانت ثالث أقدم مؤسسة مصرفيَّة في الولايات المتَّحدة، وأقدم 31 بنكًا في العالم، بعد أن أسسها آرون بور في 1 سبتمبر 1799.

### بنك تشيس مانهاتن
تأسس بنك تشيس مانهاتن عند شراء بنك تشيس الوطني عام 1955 (تأسس عام 1877) من قبل بنك شركة مانهاتن (التي تأسست عام 1799)،  أقدم مؤسسة سابقة للشركة. كان بنك شركة مانهاتن من إنشاء آرون بور، الذي حول شركة مانهاتن من شركة نقل مياه إلى بنك. وفقًا للصفحة 115 من كتاب إمبراطورية الثروة لجون ستيل جوردون، فإن أصل تاريخ جي بي مورجان تشيس هذا على النحو التالي:
في مطلع القرن التاسع عشر، كان الحصول على ميثاق مصرفي يتطلب إجراءً من الهيئة التشريعيَّة للولاية. هذا بالطبع ضخ عنصرًا قويًا من السياسة في العمليَّة ودعا ما يمكن أن يسمى اليوم بالفساد ولكن بعد ذلك تمَّ اعتباره عملًا كالمُعتاد. عدو هاميلتون السياسي - والقاتل في نهاية المطاف - تمكن آرون بور من إنشاء بنك عن طريق التسلّل إلى بند في ميثاق لشركة، تسمى شركة مانهاتن، لتوفير المياه النظيفة لمدينة نيويورك. سمح البند الذي يبدو غير ضار للشركة باستثمار فائض رأس المال في أي مشروع قانوني. في غضون ستة أشهر من إنشاء الشركة، وقبل وقت طويل من وضع قسم واحد من أنابيب المياه، فتحت الشركة مصرفًا، بنك شركة مانهاتن. لا يزال موجودًا، وهو اليوم جي بي مورجان تشيس، أكبر بنك في الولايات المتحدة. برز تشيس مانهاتن بقيادة ديفيد روكفلر خلال السبعينيَّات والثمانينيَّات من القرن الماضي كواحد من أكبر وأعرق الاهتمامات المصرفيَّة، مع مناصب قياديَّة في الإقراض المشترك، وخدمات الخزانة والأوراق المالية، وبطاقات الائتمان، والرهون العقاريَّة، والخدمات المالية للأفراد. أضعفته انهيار العقارات في أوائل التسعينيات، واستحوذ عليها بنك كيميكال في عام 1996، محتفظًا باسم تشيس. قبل اندماجها مع جي بي مورجان وشركاه، وسعت تشيس الجديدة مجموعات الاستثمار وإدارة الأصول من خلال عمليتي استحواذ. في عام 1999، استحوذت على هامبريشت وكويست ومقرها سان فرانسيسكو مقابل 1.35 مليار دولار. في أبريل 2000، قام بنك تشيس مانهاتن الجديد بشراء شركة روبرت فليمنج وشركاه ومقرها المملكة المتحدة مقابل 7.7 مليار دولار.

### المؤسسة المصرفية الكيميائية
المقال الرئيسي: كيميكال بانك [الإنجليزية]
تأسّست شركة نيويورك للصّناعات الكيماويَّة في عام 1823 كصانع للمواد الكيميائيَّة المُختلفة. في عام 1824، قامت الشركة بتعديل ميثاقها لأداء الأنشّطة المصرفيَّة وأنشأت بنك كيميكال أوف نيويورك. بعد عام 1851، انفصل البنك عن الشركة الأم ونما بشكل عُضوي ومن خلال سلّسلة من عمليات الدمج، وعلى الأخص مع بنك كورن إيكزجينج في عام 1954، وبنك تكساس التجاري (بنك كبير في تكساس) في عام 1986، وشركة ترست هانوفر ترست في عام 1991 (أول اندماج مصرفي كبير «بين أنداد»). في الثمانينيات وأوائل التسعينيَّات من القرن الماضي، برزت شركة المواد الكيميائيَّة كواحدة من الشركات الرائدة في تمويل معاملات الاستحواذ ذات الرافعة المالية. في عام 1984، أطلقت شركاء المشاريع الكيميائية للاستثمار في معاملات الأسهم الخاصة جنبًا إلى جنب مع مختلف الرعاة الماليّين. بحلول أواخر الثمانينيَّات من القرن الماضي، طورت شركة كيميكال سمعتها في تمويل عمليات الاستحواذ، وبناء أعمال الأستحواذ المدعوم بالقروض والأعمال الاستشاريَّة ذات الصلة تحت رعاية المصرفيّ الاستثماريّ الرائد، جيمي لي. في العديد من النقاط على مدار هذا التاريخ، كان بنك الكيماويات أكبر بنك في الولايات المتّحدة (سواء من حيث الأصول أو حصة سوق الودائع).
في عام 1996، استحوذ بنك كيميكال على شركة تشيس مانهاتن. على الرغم من أن المادة الكيميائيَّة هي الناجي الاسمي، إلا أنها أخذت اسم تشيس الأكثر شهرة. حتى يومنا هذا، تحتفظ ج. ب. مورجان تشيس بتاريخ أسعار أسهم كيمكالز قبل عام 1996، بالإضافة إلى موقع المقر الرئيسي السابق لشركة كيمكالز في 270 بارك افينيو (مع هدم المبنى الحالي لمقر بديل في نفس الموقع).

### جي بي مورجان وشركاه
المقال الرئيسي: جي بي مورغان وشركاه [الإنجليزية]
نشأ هاوس أوف مورغان نتيجة شراكة دريكسيل ومورجان وشركاه، والتي أعيدت تسميتها في عام 1895 إلى جي بي مورغان وشركاه (انظر أيضًا: جون بيربونت مورجان). مولت شركة جي بي مورجان وشركاه تشكيل شركة الصلب الأمريكيَّة، التي استحّوذت على أعمال أندرو كارنيجي وآخرين وكانت أول شركة في العالم تبلغ قيمتها مليار دُولار. في عام 1895، زودت شركة جي بي مورغان وشركاه حكومة الولايات المتّحدة بمبلغ 62 مليون دُولار من الذهب لتعويم إصدار سندات واستعادة فائض وزارة الخزانة البالغ 100 مليون دولار. في عام 1892، بدأت الشركة في تمويل سكة حديد نيويورك ونيو هافن وهارتفورد وقادتها من خلال سلسلة من عمليات الاستحواذ التي جعلتها شركة نقل السكك الحديدية المهيمنة في نيو إنجلاند.
تم بناء 23 وول ستريت في عام 1914، وكان المقر الرئيسي للبنك لعقود. في 16 سبتمبر 1920، انفجرت قنبلة إرهابية أمام البنك، مما أدى إلى إصابة 400 وقتل 38. قبل وقت قصير من انفجار القنبلة، وُضعت مذكرة تحّذير في صندوق بريد في زاوية شارع سيدار وبرودواي. لم يتم حل القضية مطلقًا، وتم حظرها من قبل مكتب التحقيقات الفيدرالي في عام 1940.
في أغسطس 1914، عقد هنري بوميروي دافيسون، وهو شريك في مورجان، صفقة مع بنك إنجلترا لجعل جي بي مورجان وشركاه الضامن الاحتكاري لسندات الحرب للمملكة المتّحدة وفرنسا. أصبح بنك إنجلترا «وكيلاً مالياً» لشركة جي بي مورجان وشركاه، والعكس صحيح. كما استثمرت الشركة في موردي المعدات الحربية لبريطانيا وفرنسا. استفادت الشركة من أنشطة التمويل والشراء للحكومتين الأوروبيتين.
في الثلاثينيَّات من القرن الماضي، كانت شركة جي بي مورجان وشركاه وجميع الأعمال المصرفيَّة المُتكاملة في الولايات المتّحدة مطلوبة بموجب أحكام قانون جلاس ستيجال لفصل الخدمات المصرفيَّة الاستثماريَّة عن عملياتها المصرفيَّة التجاريَّة. اختارت شركة جي بي مورجان وشركاه العمل كبنك تجاري.[بحاجة لمصدر أفضل]
في عام 1935، بعد منعهم من مُمارسة أعمال الأوراق الماليَّة لأكثر من عام، قام رؤساء جي بي مورجان بفصل عملياتها المصرفيَّة الاستثماريَّة. بقيادة شركاء جي بي مورجان، هنري إس مورجان (ابن جاك مورجان وحفيد جي بييربونت مورغان) وهارولد ستانلي، تم تأسيس مورغان ستانلي في 16 سبتمبر 1935، مع 6.6 مليون دولار من الأسهم المفضلة بدون تصويت من شركاء جي بي مورغان. [بحاجة لمصدر أفضل] من أجل تعزيز مكانتها، في عام 1959، اندمجت جي بي مورغان مع شركة غارنتي ترست في نيويورك لتشكيل شركة صندوق ضمان مورغان. سيستمر البنك في العمل بصفته صندوق ضمان مورغان حتى ثمانينيَّات القرن الماضي، قبل أن يعود إلى استخدام علامة جي بي مورغان التجاريَّة. في عام 1984، اشترت المجموعة شركة بوردو الوطنيَّة في لافاييت إنديانا. في عام 1988، بدأت الشركة مرة أخرى العمل حصريًا باسم جي بي مورجان وشركاه 

### شركة بنك وان
المقال الرئيسي: شركة بنك وان [الإنجليزية]
في عام 2004، اندمجت ج. ب. مورجان تشيس مع بنك وان كورب ومقرها شيكاغو، وبذلك أصبح رئيس مجلس الإدارة والرئيس التنفيذي الحالي جيمي ديمون رئيسًا ومدير عمليات. وقد خلف الرئيس التنفيذي السابق ويليام بي هاريسون الابن. قدم ديمون استراتيجيات جديدة لخفض التكاليف، واستبدل المديرين التنفيذيين السابقين في جي بي مورجان تشيس في مناصب رئيسية بمديرين تنفيذيين في بنك وان - وكثير منهم كان مع ديمون في سيتي غروب. أصبح ديمون الرئيس التنفيذي في ديسمبر 2005 ورئيس مجلس الإدارة في ديسمبر 2006.
تأسست شركة بنك وان مع اندماج بانك وان أوف كولومبوس، أوهايو، وبنك شيكاغو الأول في عام 1998. تم اعتبار هذا الاندماج فاشلاً حتى تولى ديمون زمام الأمور وأصلح ممارسات الشركة الجديدة. قام ديمون بإجراء تغييرات لجعل شركة بنك وان شريك اندماج قابل للتطبيق لـ ج. ب. مورغان تشيس.
تأسست شركة بنك وان، التي كانت تُعرف سابقًا باسم فيرست بانكجروب في أوهايو، كشركة قابضة لبنك بنك مدينة كولومبوس الوطني، أوهايو، والعديد من البنوك الأخرى في تلك الولاية، والتي تم تغيير اسمها جميعًا إلى «بنك وان» عندما تم تغيير اسم الشركة القابضة إلى شركة بنك وان. مع بداية العمل المصرفي بين الولايات انتشروا في ولايات أخرى، ودائمًا ما أعادوا تسمية البنوك المكتسبة «بنك وان». بعد اندماج بنك شيكاغو الأول، أدت النتائج المالية السلبية إلى مغادرة الرئيس التنفيذي جون ب.ماكوي، الذي ترأس والده وجده بانك وان وأسلافه. أكمل ج. ب. مورجان تشيس الاستحواذ على بنك وان في الربع الثالث من عام 2004.

### بير ستيرنز
المقال الرئيسي: بير ستيرنز
في نهاية عام 2007، كان بير ستيرنز خامس أكبر بنك استثماري في الولايات المتَّحدة، لكن قيمتها السوقية تدهورت خلال النصف الثاني من العام. في يوم الجمعة الموافق 14 آذار (مارس) 2008، خسرت شركة بير ستيرنز 47٪ من قيمتها السوقية للأسهم مع ظهور شائعات بأن العملاء كانوا يسحبون رؤوس أموالهم من البنك. خلال عطلة نهاية الأسبوع التالية، ظهر أن بير ستيرنز قد يُثبت إفلاسه، وفي 15 مارس 2008، صمم الاحتياطي الفيدرالي صفقة لمنع أزمة نظامية أوسع نطاقا من انهيار بير شتيرنز.
في 16 مارس 2008، بعد عطلة نهاية أسبوع من المفاوضات المكثفة بين ج. ب. مورغان وبير والحكومة الفيدراليَّة، أعلنت ج. ب. مورجان تشيس عن خططها للاستحواذ على بير ستيرنز في مقايضة أسهم بقيمة 2.00 دولارًا أمريكيًا للسهم أو 240 مليون دولار لموافقة المساهمين المعلقة المجدولة في غضون 90 يومًا. في غضون ذلك، وافق ج. ب. مورجان تشيس على ضمان جميع تداولات بير ستيرنز وتدفقات العمليات التجارية. في 18 مارس 2008، أعلن جي بي مورجان تشيس رسميًا عن استحواذها على بير شتيرنز مقابل 236 مليون دولار. تم توقيع اتفاقية مقايضة الأسهم في تلك الليلة.
في 24 مارس 2008، بعد أن هدّد السخط العام من انخفاض سعر الشراء بإغلاق الصفقة، تمَّ الإعلان عن عرض معدل بحوالي 10 دولارات للسهم. بموجب الشروط المعدلة، استحوذت ج. ب. مورجان أيضًا على الفور على حصة 39.5 ٪ في بير ستيرنز باستخدام الأسهم التي تم إصدارها حديثًا بسعر العرض الجديد وحصلت على التزام من مجلس الإدارة، يمثل 10 ٪ أخرى من رأس المال، حيث سيصوت أعضاؤها لصالحها الاتفاق الجديد. مع الالتزامات الكافية لضمان تصويت ناجح للمساهمين، تم الانتهاء من الدمج في 30 مايو 2008.

### واشنطن ميوتشوال
المقال الرئيسي: واشنطن ميوتشوال
في 25 سبتمبر 2008، اشترت ج. ب. مورغان تشيس معظم العمليات المصرفية في واشنطن ميوتشوال من حراسة شركة تأمين الودائع الفيدرالية. في تلك الليلة، قام مكتب الإشراف على التوفير، فيما كان إلى حد بعيد أكبر فشل مصرفي في التاريخ الأمريكي، بالاستيلاء على بنك واشنطن ميوتشوال ووضعه في الحراسة القضائية. باعت FDIC أصول البنك، والتزامات الديون المضمونة، والودائع إلى جي بي مورجان تشيس وشركاه مقابل 1.836 مليار دولار، والتي أعادت فتح البنك في اليوم التالي. نتيجة لعملية الاستحواذ، فقد مساهمو واشنطن ميوتشوال تجُار الأسهم.
جمعت جيه بي مورغان تشيس 10 مليارات دولار في بيع الأسهم لتغطية عمليات شطب القيمة والخسائر بعد أخذ الودائع وفروع واشنطن ميوتشوال. من خلال عملية الاستحواذ، تمتلك ج. ب. مورغان الآن الحسابات السابقة لشركة بروفيديان المالية، وهي جهة إصدار بطاقات ائتمان تم الاستحواذ عليها في عام 2005. وأعلنت الشركة عن خطط لإكمال تغيير العلامة التجارية لفروع واشنطن ميوتشوال إلى تشيس بحلول أواخر عام 2009. حصل الرئيس التنفيذي ألان إتش فيشمان على مكافأة تسجيل دخول بقيمة 7.5 مليون دولار وتعويض نقدي قدره 11.6 مليون دولار بعد أن شغل منصب الرئيس التنفيذي لمدة 17 يومًا.

### تسوية 2013
في 19 نوفمبر 2013، أعلنت وزارة العدل أن جي بي مورغان تشيس وافقت على دفع 13 مليار دولار لتسوية التحقيقات في ممارساتها التجارية المتعلقة بالأوراق المالية المدعومة بالرهن العقاري. من هذا المبلغ، كانت 9 مليارات دولار غرامات وغرامات، والمبلغ المتبقي 4 مليارات دولار هو إعفاء المستهلك. كانت هذه أكبر تسوية للشركات حتى الآن. كان السلوك في بير ستيرنز وواشنطن ميوتشوال قبل استحواذهما في عام 2008 مسؤولاً عن الكثير من المخالفات المزعومة. لم تسو الاتفاقية اتهامات جنائية.

### الاستحواذات الحديثة الأخرى
في عام 2006، اشترت ج. ب. مورغان تشيس شركة خدمات التمويل الجماعي، وهي شركة محفظة تابعة لشركة الأسهم الخاصة لآيت يير كابيتال، مقابل 663 مليون دولار. تم استخدام CFS كأساس لقروض الطلاب من تشيس، والتي كانت تُعرف سابقًا باسم تشيس تمويل التعليم.
في أبريل 2006، استحوذت ج. ب. مورجان تشيس على شبكة الخدمات المصرفية للأفراد والشركات الصغيرة التابعة لبنك أوف نيويورك ميلون. أتاح الاستحواذ لشركة تشيس الوصول إلى 339 فرعًا إضافيًا في نيويورك ونيوجيرسي وكونيتيكت.
في مارس 2008، استحوذت جي بي مورغان على شركة كلايمت كير لتعويض الكربون ومقرها المملكة المتحدة.
في نوفمبر 2009، أعلنت ج. ب. مورغان أنها ستستحوذ على رصيد جي بي مورغان كازينوف، وهو مشروع مشترك للاستشارات والاكتتاب تم تأسيسه في عام 2004 مع مجموعة كازينوف، مقابل مليار جنيه إسترليني.
في يناير 2013، استحوذت ج. ب. مورغان على بلوم سبوت، وهي شركة ناشئة مقرها سان فرانسيسكو في مساحة «الصفقات» مقابل 35 مليون دولار. بعد فترة وجيزة من الاستحواذ، تم إغلاق الخدمة وتركت موهبة بلوم سبوت غير مستخدمة.

### تاريخ الاستحواذ
فيما يلي توضيح لعمليات الاندماج والاستحواذ الرئيسية للشركة وأسلافها التاريخية، على الرغم من أن هذه ليست قائمة شاملة:
|  | [[The Chemical Bank of New York\|The Chemical Bank of New York]] ‏ (est. 1823) |
|  |                                                                               |
|  | Citizens National Bank (est. 1851, acq. 1920)                                 |
|  |                                                                               |
|  | Corn Exchange Bank (est. 1852, acq. 1954)                                     |
|  |                                                                               |
|  | New York Trust Company ‏ (acq. 1959)                                           |
|  |                                                                               |
|  | Texas Commerce Bank (est. 1866, acq. 1986)                                    |
|  |                                                                               |

|  | [[Manufacturers Trust Company\|Manufacturers Trust Company]] ‏ (est. 1905) |
|  |                                                                           |
|  | Hanover Bank (est. 1873)                                                  |
|  |                                                                           |

|  | [[The Chemical Bank of New York\|The Chemical Bank of New York]] ‏ (est. 1823) |
|  |                                                                               |
|  | Citizens National Bank (est. 1851, acq. 1920)                                 |
|  |                                                                               |
|  | Corn Exchange Bank (est. 1852, acq. 1954)                                     |
|  |                                                                               |
|  | New York Trust Company ‏ (acq. 1959)                                           |
|  |                                                                               |
|  | Texas Commerce Bank (est. 1866, acq. 1986)                                    |
|  |                                                                               |

|  | [[Manufacturers Trust Company\|Manufacturers Trust Company]] ‏ (est. 1905) |
|  |                                                                           |
|  | Hanover Bank (est. 1873)                                                  |
|  |                                                                           |

|  | [[The "Bank" of the Manhattan Company\|The "Bank" of the Manhattan Company]] ‏ (est. 1799) |
|  |                                                                                           |
|  | تشيس of the City of New York (est. 1877)                                                  |
|  |                                                                                           |

|  | [[The Chemical Bank of New York\|The Chemical Bank of New York]] ‏ (est. 1823) |
|  |                                                                               |
|  | Citizens National Bank (est. 1851, acq. 1920)                                 |
|  |                                                                               |
|  | Corn Exchange Bank (est. 1852, acq. 1954)                                     |
|  |                                                                               |
|  | New York Trust Company ‏ (acq. 1959)                                           |
|  |                                                                               |
|  | Texas Commerce Bank (est. 1866, acq. 1986)                                    |
|  |                                                                               |

|  | [[Manufacturers Trust Company\|Manufacturers Trust Company]] ‏ (est. 1905) |
|  |                                                                           |
|  | Hanover Bank (est. 1873)                                                  |
|  |                                                                           |

|  | [[The Chemical Bank of New York\|The Chemical Bank of New York]] ‏ (est. 1823) |
|  |                                                                               |
|  | Citizens National Bank (est. 1851, acq. 1920)                                 |
|  |                                                                               |
|  | Corn Exchange Bank (est. 1852, acq. 1954)                                     |
|  |                                                                               |
|  | New York Trust Company ‏ (acq. 1959)                                           |
|  |                                                                               |
|  | Texas Commerce Bank (est. 1866, acq. 1986)                                    |
|  |                                                                               |

|  | [[Manufacturers Trust Company\|Manufacturers Trust Company]] ‏ (est. 1905) |
|  |                                                                           |
|  | Hanover Bank (est. 1873)                                                  |
|  |                                                                           |

|  | [[The "Bank" of the Manhattan Company\|The "Bank" of the Manhattan Company]] ‏ (est. 1799) |
|  |                                                                                           |
|  | تشيس of the City of New York (est. 1877)                                                  |
|  |                                                                                           |

|  | Guaranty Trust Company of New York (est. 1866)        |
|  |                                                       |
|  | J.P. Morgan & Co. ("The House of Morgan") (est. 1895) |
|  |                                                       |

|  | [[The Chemical Bank of New York\|The Chemical Bank of New York]] ‏ (est. 1823) |
|  |                                                                               |
|  | Citizens National Bank (est. 1851, acq. 1920)                                 |
|  |                                                                               |
|  | Corn Exchange Bank (est. 1852, acq. 1954)                                     |
|  |                                                                               |
|  | New York Trust Company ‏ (acq. 1959)                                           |
|  |                                                                               |
|  | Texas Commerce Bank (est. 1866, acq. 1986)                                    |
|  |                                                                               |

|  | [[Manufacturers Trust Company\|Manufacturers Trust Company]] ‏ (est. 1905) |
|  |                                                                           |
|  | Hanover Bank (est. 1873)                                                  |
|  |                                                                           |

|  | [[The Chemical Bank of New York\|The Chemical Bank of New York]] ‏ (est. 1823) |
|  |                                                                               |
|  | Citizens National Bank (est. 1851, acq. 1920)                                 |
|  |                                                                               |
|  | Corn Exchange Bank (est. 1852, acq. 1954)                                     |
|  |                                                                               |
|  | New York Trust Company ‏ (acq. 1959)                                           |
|  |                                                                               |
|  | Texas Commerce Bank (est. 1866, acq. 1986)                                    |
|  |                                                                               |

|  | [[Manufacturers Trust Company\|Manufacturers Trust Company]] ‏ (est. 1905) |
|  |                                                                           |
|  | Hanover Bank (est. 1873)                                                  |
|  |                                                                           |

|  | [[The "Bank" of the Manhattan Company\|The "Bank" of the Manhattan Company]] ‏ (est. 1799) |
|  |                                                                                           |
|  | تشيس of the City of New York (est. 1877)                                                  |
|  |                                                                                           |

|  | [[The Chemical Bank of New York\|The Chemical Bank of New York]] ‏ (est. 1823) |
|  |                                                                               |
|  | Citizens National Bank (est. 1851, acq. 1920)                                 |
|  |                                                                               |
|  | Corn Exchange Bank (est. 1852, acq. 1954)                                     |
|  |                                                                               |
|  | New York Trust Company ‏ (acq. 1959)                                           |
|  |                                                                               |
|  | Texas Commerce Bank (est. 1866, acq. 1986)                                    |
|  |                                                                               |

|  | [[Manufacturers Trust Company\|Manufacturers Trust Company]] ‏ (est. 1905) |
|  |                                                                           |
|  | Hanover Bank (est. 1873)                                                  |
|  |                                                                           |

|  | [[The Chemical Bank of New York\|The Chemical Bank of New York]] ‏ (est. 1823) |
|  |                                                                               |
|  | Citizens National Bank (est. 1851, acq. 1920)                                 |
|  |                                                                               |
|  | Corn Exchange Bank (est. 1852, acq. 1954)                                     |
|  |                                                                               |
|  | New York Trust Company ‏ (acq. 1959)                                           |
|  |                                                                               |
|  | Texas Commerce Bank (est. 1866, acq. 1986)                                    |
|  |                                                                               |

|  | [[Manufacturers Trust Company\|Manufacturers Trust Company]] ‏ (est. 1905) |
|  |                                                                           |
|  | Hanover Bank (est. 1873)                                                  |
|  |                                                                           |

|  | [[The "Bank" of the Manhattan Company\|The "Bank" of the Manhattan Company]] ‏ (est. 1799) |
|  |                                                                                           |
|  | تشيس of the City of New York (est. 1877)                                                  |
|  |                                                                                           |

|  | Guaranty Trust Company of New York (est. 1866)        |
|  |                                                       |
|  | J.P. Morgan & Co. ("The House of Morgan") (est. 1895) |
|  |                                                       |

|  | City National Bank & Trust Company |
|  |                                    |
|  | Farmers Saving & Trust Company     |
|  |                                    |

|  | First Chicago Corp. (est. 1863)                               |
|  |                                                               |
|  | NBD Bancorp. ‏ (formerly National Bank of Detroit) (est. 1933) |
|  |                                                               |

|  | City National Bank & Trust Company |
|  |                                    |
|  | Farmers Saving & Trust Company     |
|  |                                    |

|  | First Chicago Corp. (est. 1863)                               |
|  |                                                               |
|  | NBD Bancorp. ‏ (formerly National Bank of Detroit) (est. 1933) |
|  |                                                               |

|  | واشنطن ميوتشوال (founded 1889)   |
|  |                                  |
|  | Great Western Bank (acq. 1997)   |
|  |                                  |
|  | H. F. Ahmanson & Co. (acq. 1998) |
|  |                                  |
|  | Bank United of Texas (acq. 2001) |
|  |                                  |
|  | Dime Bancorp, Inc. ‏ (acq. 2002)  |
|  |                                  |
|  | Providian Financial (acq. 2005)  |
|  |                                  |

|  | [[The Chemical Bank of New York\|The Chemical Bank of New York]] ‏ (est. 1823) |
|  |                                                                               |
|  | Citizens National Bank (est. 1851, acq. 1920)                                 |
|  |                                                                               |
|  | Corn Exchange Bank (est. 1852, acq. 1954)                                     |
|  |                                                                               |
|  | New York Trust Company ‏ (acq. 1959)                                           |
|  |                                                                               |
|  | Texas Commerce Bank (est. 1866, acq. 1986)                                    |
|  |                                                                               |

|  | [[Manufacturers Trust Company\|Manufacturers Trust Company]] ‏ (est. 1905) |
|  |                                                                           |
|  | Hanover Bank (est. 1873)                                                  |
|  |                                                                           |

|  | [[The Chemical Bank of New York\|The Chemical Bank of New York]] ‏ (est. 1823) |
|  |                                                                               |
|  | Citizens National Bank (est. 1851, acq. 1920)                                 |
|  |                                                                               |
|  | Corn Exchange Bank (est. 1852, acq. 1954)                                     |
|  |                                                                               |
|  | New York Trust Company ‏ (acq. 1959)                                           |
|  |                                                                               |
|  | Texas Commerce Bank (est. 1866, acq. 1986)                                    |
|  |                                                                               |

|  | [[Manufacturers Trust Company\|Manufacturers Trust Company]] ‏ (est. 1905) |
|  |                                                                           |
|  | Hanover Bank (est. 1873)                                                  |
|  |                                                                           |

|  | [[The "Bank" of the Manhattan Company\|The "Bank" of the Manhattan Company]] ‏ (est. 1799) |
|  |                                                                                           |
|  | تشيس of the City of New York (est. 1877)                                                  |
|  |                                                                                           |

|  | [[The Chemical Bank of New York\|The Chemical Bank of New York]] ‏ (est. 1823) |
|  |                                                                               |
|  | Citizens National Bank (est. 1851, acq. 1920)                                 |
|  |                                                                               |
|  | Corn Exchange Bank (est. 1852, acq. 1954)                                     |
|  |                                                                               |
|  | New York Trust Company ‏ (acq. 1959)                                           |
|  |                                                                               |
|  | Texas Commerce Bank (est. 1866, acq. 1986)                                    |
|  |                                                                               |

|  | [[Manufacturers Trust Company\|Manufacturers Trust Company]] ‏ (est. 1905) |
|  |                                                                           |
|  | Hanover Bank (est. 1873)                                                  |
|  |                                                                           |

|  | [[The Chemical Bank of New York\|The Chemical Bank of New York]] ‏ (est. 1823) |
|  |                                                                               |
|  | Citizens National Bank (est. 1851, acq. 1920)                                 |
|  |                                                                               |
|  | Corn Exchange Bank (est. 1852, acq. 1954)                                     |
|  |                                                                               |
|  | New York Trust Company ‏ (acq. 1959)                                           |
|  |                                                                               |
|  | Texas Commerce Bank (est. 1866, acq. 1986)                                    |
|  |                                                                               |

|  | [[Manufacturers Trust Company\|Manufacturers Trust Company]] ‏ (est. 1905) |
|  |                                                                           |
|  | Hanover Bank (est. 1873)                                                  |
|  |                                                                           |

|  | [[The "Bank" of the Manhattan Company\|The "Bank" of the Manhattan Company]] ‏ (est. 1799) |
|  |                                                                                           |
|  | تشيس of the City of New York (est. 1877)                                                  |
|  |                                                                                           |

|  | Guaranty Trust Company of New York (est. 1866)        |
|  |                                                       |
|  | J.P. Morgan & Co. ("The House of Morgan") (est. 1895) |
|  |                                                       |

|  | [[The Chemical Bank of New York\|The Chemical Bank of New York]] ‏ (est. 1823) |
|  |                                                                               |
|  | Citizens National Bank (est. 1851, acq. 1920)                                 |
|  |                                                                               |
|  | Corn Exchange Bank (est. 1852, acq. 1954)                                     |
|  |                                                                               |
|  | New York Trust Company ‏ (acq. 1959)                                           |
|  |                                                                               |
|  | Texas Commerce Bank (est. 1866, acq. 1986)                                    |
|  |                                                                               |

|  | [[Manufacturers Trust Company\|Manufacturers Trust Company]] ‏ (est. 1905) |
|  |                                                                           |
|  | Hanover Bank (est. 1873)                                                  |
|  |                                                                           |

|  | [[The Chemical Bank of New York\|The Chemical Bank of New York]] ‏ (est. 1823) |
|  |                                                                               |
|  | Citizens National Bank (est. 1851, acq. 1920)                                 |
|  |                                                                               |
|  | Corn Exchange Bank (est. 1852, acq. 1954)                                     |
|  |                                                                               |
|  | New York Trust Company ‏ (acq. 1959)                                           |
|  |                                                                               |
|  | Texas Commerce Bank (est. 1866, acq. 1986)                                    |
|  |                                                                               |

|  | [[Manufacturers Trust Company\|Manufacturers Trust Company]] ‏ (est. 1905) |
|  |                                                                           |
|  | Hanover Bank (est. 1873)                                                  |
|  |                                                                           |

|  | [[The "Bank" of the Manhattan Company\|The "Bank" of the Manhattan Company]] ‏ (est. 1799) |
|  |                                                                                           |
|  | تشيس of the City of New York (est. 1877)                                                  |
|  |                                                                                           |

|  | [[The Chemical Bank of New York\|The Chemical Bank of New York]] ‏ (est. 1823) |
|  |                                                                               |
|  | Citizens National Bank (est. 1851, acq. 1920)                                 |
|  |                                                                               |
|  | Corn Exchange Bank (est. 1852, acq. 1954)                                     |
|  |                                                                               |
|  | New York Trust Company ‏ (acq. 1959)                                           |
|  |                                                                               |
|  | Texas Commerce Bank (est. 1866, acq. 1986)                                    |
|  |                                                                               |

|  | [[Manufacturers Trust Company\|Manufacturers Trust Company]] ‏ (est. 1905) |
|  |                                                                           |
|  | Hanover Bank (est. 1873)                                                  |
|  |                                                                           |

|  | [[The Chemical Bank of New York\|The Chemical Bank of New York]] ‏ (est. 1823) |
|  |                                                                               |
|  | Citizens National Bank (est. 1851, acq. 1920)                                 |
|  |                                                                               |
|  | Corn Exchange Bank (est. 1852, acq. 1954)                                     |
|  |                                                                               |
|  | New York Trust Company ‏ (acq. 1959)                                           |
|  |                                                                               |
|  | Texas Commerce Bank (est. 1866, acq. 1986)                                    |
|  |                                                                               |

|  | [[Manufacturers Trust Company\|Manufacturers Trust Company]] ‏ (est. 1905) |
|  |                                                                           |
|  | Hanover Bank (est. 1873)                                                  |
|  |                                                                           |

|  | [[The "Bank" of the Manhattan Company\|The "Bank" of the Manhattan Company]] ‏ (est. 1799) |
|  |                                                                                           |
|  | تشيس of the City of New York (est. 1877)                                                  |
|  |                                                                                           |

|  | Guaranty Trust Company of New York (est. 1866)        |
|  |                                                       |
|  | J.P. Morgan & Co. ("The House of Morgan") (est. 1895) |
|  |                                                       |

|  | City National Bank & Trust Company |
|  |                                    |
|  | Farmers Saving & Trust Company     |
|  |                                    |

|  | First Chicago Corp. (est. 1863)                               |
|  |                                                               |
|  | NBD Bancorp. ‏ (formerly National Bank of Detroit) (est. 1933) |
|  |                                                               |

|  | City National Bank & Trust Company |
|  |                                    |
|  | Farmers Saving & Trust Company     |
|  |                                    |

|  | First Chicago Corp. (est. 1863)                               |
|  |                                                               |
|  | NBD Bancorp. ‏ (formerly National Bank of Detroit) (est. 1933) |
|  |                                                               |

|  | واشنطن ميوتشوال (founded 1889)   |
|  |                                  |
|  | Great Western Bank (acq. 1997)   |
|  |                                  |
|  | H. F. Ahmanson & Co. (acq. 1998) |
|  |                                  |
|  | Bank United of Texas (acq. 2001) |
|  |                                  |
|  | Dime Bancorp, Inc. ‏ (acq. 2002)  |
|  |                                  |
|  | Providian Financial (acq. 2005)  |
|  |                                  |

### التاريخ الحديث
في أكتوبر 2014، باعت جي بي مورغان وحدة تاجر السلع إلى ميركوريا (بالإنجليزية: Mercuria) مقابل 800 مليون دولار، وهو ربع التقييم الأولي البالغ 3.5 مليار دولار، حيث استبعدت الصفقة بعض مخزونات النفط والمعادن والأصول الأخرى.
في مارس 2016، قررت جيه بي مورغان عدم تمويل استخراج الفحم ومحطات الطاقة الفحمية في الدول الغنية. في سبتمبر 2016، قامت جي بي مورغان باستثمار أسهم في إنفست كلآود (بالإنجليزية: InvestCloud). في ديسمبر 2016، واجه 14 مديرًا تنفيذيًا سابقًا في شركة ويندل للاستثمار محاكمة بتهمة الاحتيال الضريبي بينما كان من المقرر متابعة جي بي مورغان تشيس بتهمة التواطؤ. أدين جان برنارد لافونتا في ديسمبر 2015 لنشر معلومات كاذبة والتداول من الداخل، وغرامة 1.5 مليون يورو.
في مارس / آذار 2017، أقر لورانس أوبراشانيك، وهو موظف سابق في جي بي مورجان تشيس وشركاه، بأنه مذنب في تهم جنائية بأنه سرق أكثر من 5 ملايين دولار من صاحب العمل لسداد ديونه الشخصية. في يونيو 2017، قرر مات زاميس، مدير العمليات السابق للبنك، ترك الشركة. في ديسمبر 2017، رفعت الحكومة النيجيرية دعوى قضائية ضد جيه بي مورغان مقابل 875 مليون دولار، والتي تزعم نيجيريا أنها نقلتها من قبل جيه بي مورغان إلى وزير سابق فاسد. اتهمت نيجيريا جي بي مورغان بأنها «مهملة للغاية».
في أكتوبر 2018، ذكرت وكالة رويترز أن جي بي مورغان "وافقت على دفع 5.3 مليون دولار لتسوية مزاعم انتهاكها لوائح مراقبة الأصول الكوبية والعقوبات الأمريكية ضد إيران والعقوبات المفروضة على أسلحة الدمار الشامل 87 مرة، على حد قول وزارة الخزانة الأمريكية".
في فبراير 2019، أعلنت جي بي مورغان عن إطلاق جي بي مورغان كوين Coin، وهو رمز رقمي سيتم استخدامه لتسوية المعاملات بين عملاء أعمال مدفوعات الجملة. ستكون أول عملة مشفرة يصدرها بنك أمريكي.
في سبتمبر 2020، اعترفت الشركة بأنها تلاعبت بالعقود الآجلة للمعادن الثمينة وأسواق السندات الحكومية في فترة زمنية مدتها ثماني سنوات. استقر مع وزارة العدل الأمريكية، ولجنة الأوراق المالية والبورصات الأمريكية، ولجنة تداول السلع الآجلة مقابل 920 مليون دولار. لن يواجه جي بي مورغان اتهامات جنائية، ومع ذلك، فإنه سيبدأ في اتفاق مقاضاة مؤجل لمدة ثلاث سنوات.

## البيانات المالية
البيانات المالية بمليارات الدولارات الأمريكية:
| السنة                   | 1998  | 1999  | 2000  | 2001  | 2002  | 2003  | 2004  | 2005  | 2006  | 2007  | 2008  | 2009  | 2010  | 2011  | 2012  | 2013  | 2014  | 2015  | 2016  | 2017  | 2018   |
| ----------------------- | ----- | ----- | ----- | ----- | ----- | ----- | ----- | ----- | ----- | ----- | ----- | ----- | ----- | ----- | ----- | ----- | ----- | ----- | ----- | ----- | ------ |
| الإيرادات               | 25.87 | 31.15 | 33.19 | 29.34 | 29.61 | 33.19 | 42.74 | 54.25 | 62.00 | 71.37 | 67.25 | 100.4 | 102.7 | 97.23 | 97.03 | 96.61 | 94.21 | 93.54 | 95.67 | 99.62 | 109.03 |
| صافي الدخل              | 4.745 | 7.501 | 5.727 | 1.694 | 1.663 | 6.719 | 4.466 | 8.483 | 14.44 | 15.37 | 5.605 | 11.73 | 17.37 | 18.98 | 21.28 | 17.92 | 21.76 | 24.44 | 24.73 | 24.44 | 32.47  |
| الأصول                  | 626.9 | 667.0 | 715.3 | 693.6 | 758.8 | 770.9 | 1,157 | 1,199 | 1,352 | 1,562 | 2,175 | 2,032 | 2,118 | 2,266 | 2,359 | 2,416 | 2,573 | 2,352 | 2,491 | 2,534 | 2,623  |
| القيمة المالية          | 35.10 | 35.06 | 42.34 | 41.10 | 42.31 | 46.15 | 105.7 | 107.2 | 115.8 | 123.2 | 166.9 | 165.4 | 176.1 | 183.6 | 204.1 | 210.9 | 231.7 | 247.6 | 254.2 | 255.7 | 256.5  |
| الرسملة                 |       |       |       |       |       | 75.03 | 138.7 | 138.4 | 167.2 | 147.0 | 117.7 | 164.3 | 165.9 | 125.4 | 167.3 | 219.7 | 232.5 | 241.9 | 307.3 | 366.3 | 319.8  |
| عدد الموظفين (بالآلاف ) |       |       |       |       |       | 96.37 | 161.0 | 168.8 | 174.4 | 180.7 | 225.0 | 222.3 | 239.8 | 260.2 | 259.0 | 251.2 | 241.4 | 234.6 | 243.4 | 252.5 | 256.1  |

ملحوظة. بالنسبة للسنوات 1998 و 1999 و 2000، تم دمج أرقام شركة تشيس مانهاتن وجي بي مورغان وشركاه إنكوربوريتد كما لو أن الاندماج بينهما قد حدث بالفعل.
كان جي بي مورغان تشيس  أكبر بنك في نهاية عام 2008 كبنك فردي (لا يشمل الشركات التابعة). اعتبارًا من عام 2020، احتلت جي بي مورغان تشيس المرتبة 17 في تصنيفات فورشن غلوبال 500 لأكبر الشركات الأمريكية من حيث إجمالي الإيرادات.

## نسبة أجور الرئيس التنفيذي إلى العامل
لأول مرة في عام 2018، تلزم قاعدة جديدة للجنة الأوراق المالية والبورصات بموجب الإصلاح المالي لعام 2010 لشركة دود- فرانك الشركات المتداولة علنًا بالكشف عن كيفية تعويض مديريها التنفيذيين مقارنة بموظفيها. في الإيداعات العامة، يتعين على الشركات الإفصاح عن «نسب الأجور» أو تعويض الرئيس التنفيذي مقسومًا على متوسط الموظف.

### 2017
وفقًا لإيداعات هيئة الأوراق المالية والبورصات، دفعت شركة جي بي مورغان تشيس وشركاه لمديرها التنفيذي 28،320،175 دولارًا في عام 2017. وحصل العامل العادي الذي يعمل لدى جي بي مورغان تشيس وشركاه. على دفع 77،799 دولارًا في عام 2017؛ وبالتالي وضع علامة على نسبة أجر الرئيس التنفيذي إلى العامل من 364 إلى 1. اعتبارًا من أبريل 2018، مثلت شركة صناعة الصلب نوكور (بالإنجليزية: Nucor) متوسط نسبة الأجر بين الرئيس التنفيذي والعامل من إيداعات SEC بقيم من 133 إلى 1. وجدت بلومبرج بيزنس ويك في 2 مايو 2013 أن نسبة أجر الرئيس التنفيذي إلى العامل العادي ارتفعت من حوالي 20 إلى 1 في الخمسينيات إلى 120 إلى 1 في عام 2000.

### 2018
بلغ إجمالي تعويضات 2018 لجيمي ديمون، الرئيس التنفيذي، 30،040،153 دولارًا، وتم تحديد إجمالي تعويض الموظف المتوسط بمبلغ 78،923 دولارًا. قدرت نسبة الأجور الناتجة بـ 381: 1.

## البنية
تمتلك جي بي مورغان تشيس وشركاه. 5 شركات مصرفية تابعة في الولايات المتحدة:
- بنك جي بي مورغان تشيس،
- جي بي مورجان وشركاه،
- شركة أمانة الحفظ،
- بنك جي بي مورغان تشيس وديربورن و
- بنك جي بي مورغان أند ترست كومباني.

لأغراض إعداد التقارير الإدارية، يتم تنظيم أنشطة جي بي مورغان تشيس في قطاع الشركات / الأسهم الخاصة و 4 قطاعات أعمال:
- الخدمات المصرفية الاستهلاكية والمجتمعية،
- الخدمات المصرفية للشركات والاستثمار،
- الخدمات المصرفية التجارية و
- إدارة الأصول.[101]

ينقسم قسم الخدمات المصرفية الاستثمارية في جي بي مورغان إلى فرق:
- صناعة،
- عمليات الاندماج والاستحواذ و
- أسواق المال.

تشمل فرق الصناعة:
- المستهلك والتجزئة،
- الرعاية الصحية،
- الصناعات المتنوعة والنقل،
- الموارد الطبيعية
- المؤسسات المالية،
- المعادن والتعدين،
- العقارات والتكنولوجيا،
- وسائل الإعلام و
- الاتصالات.

### جيه بي مورغان أوروبا المحدودة
المقال الرئيسي: جي بي مورغان في المملكة المتّحدة [الإنجليزية]
تأسست الشركة، المعروفة سابقًا باسم تشيس مانهاتن الدولية المحدودة، في 18 سبتمبر 1968.
في أغسطس 2008، أعلن البنك عن خطط لبناء مقر أوروبي جديد في كناري وارف، لندن. تم تعليق هذه الخطط لاحقًا في ديسمبر 2010، عندما أعلن البنك عن شراء برج مكاتب موجود قريبًا في 25 شارع بانك ستريت لاستخدامه كمقر أوروبي لبنكه الاستثماري. تم تحديد 25 بانك ستريت في الأصل كمقر رئيسي لشركة إنرون في أوروبا، وتم استخدامه لاحقًا كمقر لشركة ليمان براذرز انترناشيونال (أوروبا). يقع المكتب الإقليمي في لندن وله مكاتب في بورنماوث وجلاسكو وادنبره لإدارة الأصول والخدمات المصرفية الخاصة والاستثمار.

## عمليات
في وقت سابق من عام 2011، أعلنت الشركة أنه باستخدام أجهزة الكمبيوتر العملاقة، تم تقليل الوقت المستغرق لتقييم المخاطر بشكل كبير، من الوصول إلى نتيجة في غضون ساعات إلى ما هو الآن دقائق. تستخدم المؤسسة المصرفية لهذا الحساب تقنية مصفوفة البوابة القابلة للبرمجة الميدانية.

### تاريخ
بدأ البنك عملياته في اليابان في عام 1924، في أستراليا خلال الجزء الأخير من القرن التاسع عشر، وفي إندونيسيا خلال أوائل العشرينات من القرن الماضي. افتتح مكتب لشركة إيكواتبل إيسترن بانكينج كوربوريشن (بالإنجليزية: Equitable Eastern Banking Corporation) (أحد أسلاف جي بي مورغان) فرعًا في الصين في عام 1921 وأنشئ بنك تشيس الوطني هناك في عام 1923. يعمل البنك في المملكة العربية السعودية  والهند  منذ الثلاثينيات. افتتح بنك تشيس مانهاتن مكتبًا في كوريا في عام 1967. يعود وجود الشركة في اليونان إلى عام 1968. تم افتتاح مكتب جي بي مورغان في تايوان في عام 1970، في روسيا (الاتحاد السوفيتي) في عام 1973،  وبدأت عمليات دول الشمال خلال نفس العام. بدأت العمليات في بولندا في عام 1995.

## الضغط
ساهمت شركة PAC التابعة لـ جي بي مورغان تشيس وموظفوها بمبلغ 2.6 مليون دولار في الحملات الفيدرالية في عام 2014 ومولت فريق الضغط التابع لها بمبلغ 4.7 مليون دولار في الأرباع الثلاثة الأولى من عام 2014. تركزت تبرعات جي بي مورغان على الجمهوريين، حيث ذهب 62 بالمائة من تبرعاتها إلى المستفيدين من الحزب الجمهوري. في عام 2014. ومع ذلك، تلقى 78 من الديمقراطيين في مجلس النواب أموالًا من حملة JPMorgan's PAC في دورة 2014 بمتوسط 5،200 دولار، وحصل ما مجموعه 38 من الديمقراطيين الذين صوتوا لصالح مشروع قانون الإنفاق لعام 2015 على أموال من PAC التابع لـ جي بي مورغان في عام 2014. JP Morgan Chase's PAC قدموا أقصى قدر من التبرعات للجنة حملة الكونغرس الديمقراطية ولجان العمل السياسي القياديين لستيني هوير وجيم هيمز في عام 2014.

## صندوق الاستثمار الصحي العالمي
في عام 2013، بعد التعاون مع مؤسسة مؤسسة بيل وميليندا غيتس وجلاكسو سميث كلاين وصندوق استثمار الأطفال، جي بي مورغان تشيس، أطلق تحت جيمي ديمون صندوقًا بقيمة 94 مليون دولار مع التركيز على "المراحل المتأخرة من تجارب تكنولوجيا الرعاية الصحية". سيقدم "صندوق الاستثمار الصحي العالمي بقيمة 94 مليون دولار" أموالاً لدراسات المرحلة النهائية من الأدوية واللقاح والأجهزة الطبية التي توقفت في الشركات بسبب مخاطر الفشل المرتفعة نسبيًا وانخفاض طلب المستهلكين. أمثلة على المشكلات التي يمكن معالجتها عن طريق يشمل الصندوق الملاريا، والسل، وفيروس نقص المناعة البشرية / الإيدز، ووفيات الأمهات والأطفال، وفقًا لمجموعة غيتس وجي بي مورغان "

### كوفيد -19
تشارك GHIF الآن مع أوتومو رابيد (بالإنجليزية: AtomoRapid) و إن جي بايوتيك (بالإنجليزية: NG Biotech) لتقديم إمدادات اختبار كوفيد-19 إلى السوق.

## سياسة المناخ
في أكتوبر 2020، أعلن جي بي مورجان تشيس أنه بدأ العمل على تحقيق الحياد الكربوني بحلول عام 2050.

## الخلافات

### تضارب المصالح في أبحاث الاستثمار
في ديسمبر 2002 ، دفع تشيس غرامات بلغ مجموعها 80 مليون دولار، مع تقسيم المبلغ بين الولايات والحكومة الفيدرالية. كانت الغرامات جزءًا من تسوية تنطوي على اتهامات بأن عشرة بنوك، بما في ذلك تشيس، خدعت المستثمرين بأبحاث متحيزة. وبلغ إجمالي التسوية مع البنوك العشرة 1.4 مليار دولار. اشترطت التسوية أن تفصل البنوك المصرفية الاستثمارية عن الأبحاث ، وحظر أي تخصيص لأسهم الاكتتاب.

### إنرون
المقال الرئيسي: فضيحة إنرون
دفع تشيس أكثر من ملياري دولار كغرامات وتسويات قانونية لدورها في تمويل شركة إنرون بمساعدة وتحريض الاحتيال في الأوراق المالية لشركة إنرون، والذي انهار وسط فضيحة مالية في عام 2001. في عام 2003، دفع تشيس 160 مليون دولار كغرامات وعقوبات لتسوية المطالبات من قبل لجنة الأوراق المالية والبورصة ومكتب المدعي العام في مانهاتن. في عام 2005، دفع تشيس 2.2 مليار دولار لتسوية دعوى رفعها مستثمرون في إنرون.

### WorldCom
وافقت شركة جي بي مورغان تشيس، التي ساعدت في ضمان 15.4 مليار دولار من سندات وورلد كوم WorldCom، في مارس 2005 على دفع ملياري دولار؛ كانت 46 في المائة، أو 630 مليون دولار، أكثر مما كانت ستدفعه لو قبلت عرض مستثمر في مايو 2004 بقيمة 1.37 مليار دولار. كان جي بي مورجان آخر بنك كبير يستقر. وتعتبر مدفوعاتها هي ثاني أكبر مدفوعات في القضية، ولم تتجاوزها سوى اتفاقية 2.6 مليار دولار تم التوصل إليها في عام 2004 من قبل سيتي جروب. في مارس 2005 ، وصل 16 من 17 ضامنًا سابقًا لشركة وورلد كوم إلى تسويات مع المستثمرين.

### مقاطعة جيفرسون، ألاباما
في تشرين الثاني (نوفمبر) 2009، بعد أسبوع من إدانة عمدة ألاباما لاري لانجفورد بجرائم مالية تتعلق بمقايضة السندات لمقاطعة جيفرسون، ألاباما، وافق جي بي مورجان تشيس وشركاه على تسوية بقيمة 722 مليون دولار مع لجنة الأوراق المالية والبورصات الأمريكية لإنهاء التحقيق في مبيعات المشتقات التي يُزعم أنها ساهمت في شبه إفلاس المقاطعة. تم اختيار جي بي مورغان من قبل مفوضي المقاطعة لإعادة تمويل ديون الصرف الصحي في المقاطعة، وزعمت لجنة الأوراق المالية والبورصات أن جي بي مورغان قد دفعت مدفوعات غير معلنة لأصدقاء مقربين للمفوضين في مقابل الصفقة وتعويض التكاليف عن طريق فرض أسعار فائدة أعلى على المقايضات .

### عدم الامتثال لقواعد أموال العميل في المملكة المتحدة
في يونيو 2010، تم تغريم جيه بي مورغان للأوراق المالية مبلغًا قياسيًا قدره 33.32 مليون جنيه إسترليني (49.12 مليون دولار أمريكي) من قبل هيئة الخدمات المالية البريطانية (FSA) لفشلها في حماية متوسط 5.5 مليار جنيه إسترليني من أموال العملاء من عام 2002 إلى عام 2009. تطلب هيئة الخدمات المالية من الشركات المالية الاحتفاظ بأموال العملاء في حسابات منفصلة لحماية العملاء في حالة إفلاس هذه الشركة. فشلت الشركة في الفصل بشكل صحيح بين أموال العملاء وأموال الشركة بعد اندماج تشيس وجي بي مورجان، مما أدى إلى انتهاك لوائح هيئة الخدمات المالية ولكن دون خسائر للعملاء. كانت أموال العملاء معرضة للخطر إذا أصبحت الشركة معسرة خلال هذه الفترة. مورجان للأوراق المالية أبلغت هيئة الرقابة المالية بالحادثة، وصححت الأخطاء، وتعاونت في التحقيق الذي أعقب ذلك، مما أدى إلى تخفيض الغرامة بنسبة 30٪ من المبلغ الأصلي البالغ 47.6 مليون جنيه إسترليني.

### زيادة الرهن العقاري للأفراد العسكريين العاملين
في يناير 2011، اعترف بنك جي بي مورجان تشيس أنه قام عن طريق الخطأ بفرض رسوم زائدة على عدة آلاف من العائلات العسكرية مقابل رهونهم العقارية، بما في ذلك الأفراد في الخدمة الفعلية في أفغانستان. كما اعترف البنك أنه منع بشكل غير صحيح على أكثر من اثنتي عشرة عائلة عسكرية؛ كان كلا الإجراءين ينتهكان انتهاكًا واضحًا لقانون الإغاثة المدنية للعسكريين الذي يخفض تلقائيًا معدلات الرهن العقاري إلى 6 في المائة، ويمنع إجراءات حبس الرهن للموظفين في الخدمة الفعلية. ربما لم يتم الكشف عن الرسوم الزائدة لولا الإجراءات القانونية التي اتخذها الكابتن جوناثان رولز. اتهم كل من الكابتن رولز وزوجته جوليا تشيس بانتهاك القانون ومضايقة الزوجين لعدم الدفع. صرح أحد المسؤولين أن الوضع «قاتم» وصرح تشيس في البداية أنه سيعيد ما يصل إلى 2،000،000 دولار لأولئك الذين تم فرض رسوم عليهم زائدة، وأن العائلات التي تم حبس الرهن عليها بشكل غير لائق قد استعادت أو ستعيد منازلها. وقد أقر تشيس بأن ما يصل إلى 6000 فرد عسكري في الخدمة الفعلية تعرضوا لرسوم زائدة بشكل غير قانوني، وأن أكثر من 18 منزلًا لعائلات عسكرية تم حبسها بالخطأ. في أبريل، وافق تشيس على دفع ما مجموعه 27 مليون دولار كتعويض لتسوية الدعوى الجماعية. في اجتماع مساهمي الشركة لعام 2011، اعتذر ديمون عن الخطأ وقال إن البنك سوف يتنازل عن قروض أي موظف في الخدمة الفعلية تم حجز ممتلكاته. في يونيو 2011، تم إجبار رئيس الإقراض ديف لومان على التنحي بسبب الفضيحة.

### الحقيقة في التقاضي قانون الإقراض
في عامي 2008 و 2009، تم رفع 14 دعوى قضائية ضد جي بي مورغان تشيس في محاكم محلية مختلفة نيابة عن حاملي بطاقات ائتمان تشيس بدعوى أن البنك انتهك قانون Truth in Lending Act، وخرق عقده مع المستهلكين، وارتكب خرقًا لعهد الخير الضمني الإيمان والتعامل العادل. أكد المستهلكون أن تشيس، مع إشعار بسيط أو بدون إشعار، زاد الحد الأدنى للمدفوعات الشهرية من 2 ٪ إلى 5 ٪ على أرصدة القروض التي تم تحويلها إلى بطاقات ائتمان المستهلكين بناءً على الوعد بسعر فائدة ثابت. في مايو 2011، صدقت محكمة مقاطعة الولايات المتحدة للمنطقة الشمالية من كاليفورنيا على الدعوى الجماعية. في 23 يوليو 2012، وافق تشيس على دفع 100 مليون دولار لتسوية الدعوى.

### التلاعب المزعوم بسوق الطاقة
في يوليو 2013 ، وافقت اللجنة الفيدرالية لتنظيم الطاقة (FERC) على اتفاقية اشتراط وموافقة وافقت بموجبها شركة JPMorgan Ventures Energy Corporation (JPMVEC) ، وهي شركة تابعة لـ جي بي مورغان Chase & Co.، على دفع 410 ملايين دولار كغرامات وإزعاج لدافعي الضرائب بسبب الادعاءات. من التلاعب بالسوق الناجم عن أنشطة العطاءات للشركة في أسواق الكهرباء في كاليفورنيا والغرب الأوسط من سبتمبر 2010 حتى نوفمبر 2012. وافقت JPMVEC على دفع غرامة مدنية قدرها 285 مليون دولار إلى وزارة الخزانة الأمريكية وإلغاء 125 مليون دولار من الأرباح غير العادلة. اعترفت JPMVEC بالحقائق المنصوص عليها في الاتفاقية ، لكنها لم تعترف أو تنفي الانتهاكات.
نشأت القضية من إحالات متعددة إلى FERC من مراقبي السوق في 2011 و 2012 فيما يتعلق بممارسات العطاءات الخاصة بـ JPMVEC. قرر محققو FERC أن JPMVEC شاركت في 12 إستراتيجية مزايدة متلاعبة مصممة لتحقيق أرباح من محطات الطاقة التي كانت عادة خارج الأموال في السوق. في كل منها ، قدمت الشركة عطاءات مصممة لتهيئة ظروف اصطناعية أجبرت مشغلي النظام المستقلين في كاليفورنيا ووسط القارة (ISO) على دفع JPMVEC خارج السوق بأسعار مميزة.
قرر محققو FERC كذلك أن JPMVEC عرفوا أن ISO California و Midcontaine ISO لم يتلقوا أي فائدة من سداد مدفوعات متضخمة للشركة، وبالتالي الاحتيال على ISOs من خلال الحصول على مدفوعات مقابل الفوائد التي لم تقدمها الشركة بما يتجاوز التوفير الروتيني للطاقة. كما قرر محققو FERC أن عروض JPMVEC حلت محل جيل آخر وتغيرت في اليوم السابق والأسعار في الوقت الفعلي من الأسعار التي كانت ستنتج لو لم تقدم الشركة العطاءات.
بموجب قانون سياسة الطاقة لعام 2005، وجه الكونجرس FERC للكشف عن أسواق الطاقة ومنعها والمعاقبة عليها بشكل مناسب. وفقًا لـ FERC، وافقت اللجنة على التسوية باعتبارها المصلحة العامة.

### التحقيق الجنائي في إعاقة سير العدالة
أدى تحقيق FERC في التلاعب بسوق الطاقة إلى تحقيق لاحق في إعاقة محتملة للعدالة من قبل موظفي جي بي مورغان تشيس. ذكرت صحف مختلفة في سبتمبر 2013 أن مكتب التحقيقات الفيدرالي (FBI) ومكتب المدعي العام الأمريكي في مانهاتن كانا يحققان فيما إذا كان الموظفون قد حجبوا معلومات أو أدلى وا ببيانات كاذبة أثناء تحقيق FERC. كان الدافع المبلغ عنه للتحقيق هو رسالة من إليزابيث وارين وإدوارد ماركي، عضوات مجلس الشيوخ عن ولاية ماساتشوستس، حيث سألوا FERC لماذا لم يتم اتخاذ أي إجراء ضد الأشخاص الذين أعاقوا تحقيق FERC. في وقت تحقيقات مكتب التحقيقات الفيدرالي، كانت اللجنة الفرعية الدائمة للتحقيقات في مجلس الشيوخ تبحث أيضًا في ما إذا كان موظفو جي بي مورجان تشيس قد أعاقوا تحقيق FERC. ذكرت وكالة رويترز أن جي بي مورجان تشيس كان يواجه أكثر من عشرة تحقيقات في ذلك الوقت.

### انتهاكات الجزاءات
في 25 أغسطس 2011 ، وافق جي بي مورغان Chase على تسوية الغرامات المتعلقة بانتهاكات العقوبات بموجب نظام مكتب مراقبة الأصول الأجنبية (OFAC). أصدرت وزارة الخزانة الأمريكية المعلومات التالية الخاصة بالعقوبات المدنية تحت العنوان: «جي بي مورغان Chase Bank N.A تسوية الانتهاكات الظاهرة لبرامج العقوبات المتعددة»:

### تسوية الرهن العقاري الوطنية
في 9 فبراير 2012، أُعلن أن أكبر خمسة من مقدمي خدمات الرهن العقاري (Ally / GMAC و Bank of America و Citi و جي بي مورغان تشيس و Wells Fargo) وافقوا على تسوية تاريخية مع الحكومة الفيدرالية و 49 ولاية. طلبت التسوية، المعروفة باسم تسوية الرهن العقاري الوطنية (NMS)، من الخدم تقديم حوالي 26 مليار دولار كإغاثة لأصحاب المنازل المتعثرين وفي المدفوعات المباشرة للولايات والحكومة الفيدرالية. يجعل مبلغ التسوية هذا من NMS ثاني أكبر تسوية مدنية في تاريخ الولايات المتحدة، بعد اتفاقية التسوية الرئيسية للتبغ. كما طُلب من البنوك الخمسة الالتزام بـ 305 معايير جديدة لخدمة الرهن العقاري. صمدت أوكلاهوما ووافقت على التسوية مع البنوك بشكل منفصل.

### تداول
مضارب المقال الرئيسي: 2012 خسارة تداول جي بي مورغان تشيس
في عام 2012، تم تحميل جي بي مورغان تشيس وشركاه تهمة التحريف والفشل في الكشف عن أن رئيس قسم المعلومات قد انخرط في صفقات محفوفة بالمخاطر والمضاربة عرّضت جي بي مورغان لخسائر كبيرة.

### مبيعات الأوراق المالية المضمونة بالرهن العقاري
في أغسطس 2013، أعلن جي بي مورجان تشيس أنه يخضع للتحقيق من قبل وزارة العدل الأمريكية بشأن عروضها للأوراق المالية المدعومة بالرهن العقاري والتي أدت إلى الأزمة المالية في 2007–08. وقالت الشركة إن وزارة العدل قد خلصت مبدئيًا إلى أن الشركة انتهكت قوانين الأوراق المالية الفيدرالية في طرح سندات الرهن العقاري السكنية عالية المخاطر و Alt-A خلال الفترة من 2005 إلى 2007.

### برنامج التوظيف «الأبناء والبنات»
في نوفمبر 2016، وافق جي بي مورغان تشيس على دفع 264 مليون دولار كغرامات لتسوية التهم المدنية والجنائية التي تنطوي على مخطط رشوة منهجي يمتد من 2006 إلى 2013 حيث قام البنك بتأمين صفقات تجارية في هونغ كونغ من خلال الموافقة على توظيف مئات الأصدقاء والأقارب للحكومة الصينية المسؤولون، مما أدى إلى إيرادات البنك بأكثر من 100 مليون دولار.

### تزوير مادوف
مزيد من المعلومات: فضيحة استثمار مادوف
افتتح بيرني مادوف حسابًا تجاريًا في بنك كيميكال في عام 1986 واحتفظ به حتى عام 2008، بعد فترة طويلة من استحواذ شركة كيميكال على تشيس.
في عام 2010، زعم Irving Picard، جهاز استقبال SIPC المعين لتصفية شركة Madoff، أن جي بي مورغان فشل في منع Madoff من الاحتيال على عملائه. ووفقًا للدعوى، فإن تشيس «كان يعلم أو كان ينبغي أن يعرف» أن أعمال إدارة ثروات مادوف كانت عملية احتيال. ومع ذلك، لم تبلغ تشيس عن مخاوفها إلى المنظمين أو جهات إنفاذ القانون حتى أكتوبر 2008، عندما أبلغت وكالة الجرائم المنظمة الخطيرة في المملكة المتحدة. جادل بيكارد أنه حتى بعد أن أبلغ المصرفيون الاستثماريون في مورجان عن مخاوفهم بشأن أداء مادوف للمسؤولين في المملكة المتحدة، لم يضع قسم الخدمات المصرفية للأفراد في تشيس أي قيود على أنشطة مادوف المصرفية حتى اعتقاله بعد شهرين. تم رفض الدعوى المرفوعة ضد جيه بي مورجان من قبل المحكمة لفشلها في تقديم أي مطالبة قانونية معترف بها للتعويضات.
في خريف عام 2013، بدأت جي بي مورغان محادثات مع المدعين العامين والمنظمين فيما يتعلق بالامتثال للوائح مكافحة غسل الأموال والقرارات المصرفية الخاصة بعميلك فيما يتعلق بـ Madoff.
في 7 يناير 2014، وافق جي بي مورغان على دفع ما مجموعه 2.05 مليار دولار كغرامات وعقوبات لتسوية التهم المدنية والجنائية المتعلقة بدورها في فضيحة مادوف. قدمت الحكومة معلومات جنائية ذات تهمتين تتهم جي بي مورغان بانتهاكات قانون السرية المصرفية، ولكن سيتم رفض التهم في غضون عامين بشرط أن تقوم جي بي مورغان بإصلاح إجراءات مكافحة غسيل الأموال والتعاون مع الحكومة في تحقيقها. وافق البنك على التنازل عن 1.7 مليار دولار. استخدمت الدعوى القضائية، التي تم رفعها نيابة عن المساهمين ضد الرئيس التنفيذي جيمي ديمون وغيره من موظفي جي بي مورجان رفيعي المستوى، تصريحات أدلى بها بيرني مادوف خلال المقابلات التي أجريت أثناء وجوده في السجن في باتنر بولاية نورث كارولينا تدعي أن مسؤولي جي بي مورجان على علم بالاحتيال. وذكرت الدعوى القضائية أن «جي بي مورجان كانت في وضع فريد لمدة 20 عامًا لرؤية جرائم مادوف ووضع حد لها ... ولكن في مواجهة احتمال إغلاق حساب مادوف وخسارة الأرباح المربحة، اختارت جي بي مورجان - في أعلى مستوى لها - التحول غض البصر».
وافق جي بي مورجان أيضًا على دفع 350 مليون دولار غرامة لمكتب المراقب المالي للعملة وتسوية الدعوى المرفوعة ضده من قبل بيكارد مقابل 543 مليون دولار.

### تحقيقات الفساد في آسيا
في 26 مارس / آذار 2014، صادرت لجنة هونغ كونغ المستقلة لمكافحة الفساد سجلات ووثائق الكمبيوتر بعد تفتيش مكتب فانغ فانغ، الرئيس التنفيذي المنتهية ولايته للخدمات المصرفية الاستثمارية الصينية.

### سبتمبر 2014 الهجوم السيبراني
المقال الرئيسي: 2014 خرق بيانات جي بي مورغان تشيس
أدى هجوم إلكتروني، تم الكشف عنه في سبتمبر 2014، إلى اختراق حسابات جي بي مورغان تشيس لأكثر من 83 مليون عميل. اكتشف فريق الأمن بالبنك الهجوم في أواخر يوليو 2014، لكن لم يتم إيقافه بالكامل حتى منتصف أغسطس.

### دعوى تمييز مزعومة
في يناير 2017، رفعت الولايات المتحدة دعوى قضائية ضد الشركة، متهمة إياها بالتمييز ضد «الآلاف» من مقرضي الرهن العقاري من السود ومن أصل إسباني بين عام 2006 وما لا يقل عن 2009

### التعامل غير السليم مع ADRs
في 26 ديسمبر 2018، كجزء من تحقيق أجرته لجنة الأوراق المالية والبورصات الأمريكية (SEC) في الممارسات التعسفية المتعلقة بإيصالات الإيداع الأمريكية (ADRs)، وافقت جي بي مورغان على دفع أكثر من 135 مليون دولار لتسوية رسوم التعامل غير اللائق مع «-إصدار»ADRs دون الاعتراف أو نفي نتائج SEC. يتألف المبلغ من 71 مليون دولار من المكاسب غير المشروعة بالإضافة إلى 14.4 مليون دولار في الفوائد المترتبة على الأحكام المسبقة وغرامة إضافية قدرها 49.7 مليون دولار.

### استثمارات في مشاريع الفحم والنفط والغاز
تعرض جي بي مورغان للنقد لاستثماره في مشاريع جديدة للفحم والنفط والغاز منذ اتفاقية باريس لتغير المناخ. من 2016 إلى النصف الأول من 2019 ، قدمت 75 مليار دولار (61 مليار جنيه إسترليني) للشركات التي تتوسع في قطاعات مثل التكسير واستكشاف النفط والغاز في القطب الشمالي. وفقًا لشبكة Rainforest Action Network، بلغ إجمالي تمويل الوقود الأحفوري 64 مليار دولار في 2018، و 69 مليار دولار في 2017 و 62 مليار دولار في 2016.

### دراسة مسربة عن تأثيرات تغير المناخ
تم تسريب دراسة داخلية بعنوان «الأعمال المحفوفة بالمخاطر: المناخ والاقتصاد الكلي» من قبل اقتصاديي البنوك ديفيد ماكي وجيسيكا موراي في أوائل عام 2020. ويذكر التقرير، المؤرخ 14 يناير 2020، أنه في ظل مسارنا الحالي غير المستدام «لا يمكننا استبعاد النتائج الكارثية حيث تتعرض حياة الإنسان كما نعرفها للتهديد». بعد ذلك نأت جي بي مورجان بنفسها عن محتوى الدراسة.

### دفع للخدمات الشفهية
في 14 مايو 2020 ، وثقت فاينانشيال تايمز، نقلاً عن تقرير كشف كيف تعامل الشركات الموظفين وسلاسل التوريد الخاصة بهم وأصحاب المصلحة الآخرين، في أعقاب جائحة كوفيد-19، أن جي بي مورغان Asset Management جنبًا إلى جنب مع Fidelity Investments و Vanguard متهمون بالدفع. خدمات شفهية لتغطية انتهاكات حقوق الإنسان. كما أشارت وسائل الإعلام التي تتخذ من المملكة المتحدة مقراً لها إلى أن عدداً قليلاً من أكبر بيوت التمويل في العالم قد اتخذت إجراءً لتقليل تأثير الانتهاكات، مثل العبودية الحديثة، في الشركات التي يستثمرون فيها. ومع ذلك، ردت شركة جي بي مورغان على التقرير بأنها أخذ «انتهاكات حقوق الإنسان على محمل الجد» و «أي شركة لديها انتهاكات مزعومة أو مؤكدة للمبادئ، بما في ذلك انتهاكات حقوق الإنسان، تخضع للتدقيق وقد تؤدي إلى تعزيز المشاركة أو الإزالة من المحفظة».

## المَكَاتِب
على الرغم من أن المقر القديم لبنك تشيس مانهاتن كان يقع في وان تشيس مانهاتن بلازا (المعروف الآن باسم 28 شارع الحرية) في وسط مدينة مانهاتن، فإن المقر العالمي المؤقت الحالي لـ جي بي مورغان تشيس وشركاه يقع في 383 شارع ماديسون. في عام 2018، أعلنت جي بي مورجان أنها ستهدم مبنى المقر الحالي في 270 بارك أفينيو، والذي كان المقر السابق لشركة يونيون كاربايد، لإفساح المجال لمبنى جديد سيكون ارتفاعه 500 قدم (150 مترًا) من المبنى الحالي. من المتوقع أن يبدأ الهدم في أوائل عام 2019، وسيتم الانتهاء من المبنى الجديد في عام 2025. سيكون المقر البديل المكون من 70 طابقًا قادرًا على استيعاب 15000 موظف، في حين أن المبنى الحالي يناسب 6000 موظف في مساحة تبلغ 3500. المقر الجديد هو جزء من خطة إعادة تقسيم شرق وسط المدينة. عند اكتمال البناء في عام 2025، سينتقل المقر الرئيسي إلى المبنى الجديد في 270 بارك أفينيو.
يتم تنفيذ الجزء الأكبر من عمليات أمريكا الشمالية في أربعة مبان تقع بجوار بعضها البعض في بارك أفينيو في مدينة نيويورك: مبنى يونيون كاربايد السابق في 270 بارك أفينيو، مركز المبيعات والعمليات التجارية (الذي يتم هدمه واستبداله)، ومبنى بنك كيميكال الأصلي في 277 بارك أفينيو، حيث تتم معظم الأنشطة المصرفية الاستثمارية. تقع مجموعات إدارة الأصول والثروات في 245 بارك افينيو و345 بارك افينيو. توجد مجموعات أخرى في مبنى بير ستيرنز السابق في 383 شارع ماديسون.
يقع المقر الرئيسي لشركة تشيس في الولايات المتحدة وكندا، وبنك التجزئة والتجارة وبطاقات الائتمان، في شيكاغو في تشيس تاور، شيكاغو، إلينوي.
يقع المقر الرئيسي لمنطقة آسيا والمحيط الهادئ لشركة جي بي مورغان في هونغ كونغ في شارتر هاوس.

يوجد حوالي 11050 موظفًا في كولومبوس في مركز ماكوي، مكاتب بنك وان السابقة. المبنى هو أكبر منشأة جي بي مورجان تشيس وشركاه في العالم وثاني أكبر مبنى مكاتب مستأجر فردي في الولايات المتحدة بعد البنتاغون. قام البنك بنقل بعض عملياته إلى برج جيه بي مورجان تشيس في هيوستن، عندما اشترى بنك تكساس التجاري.

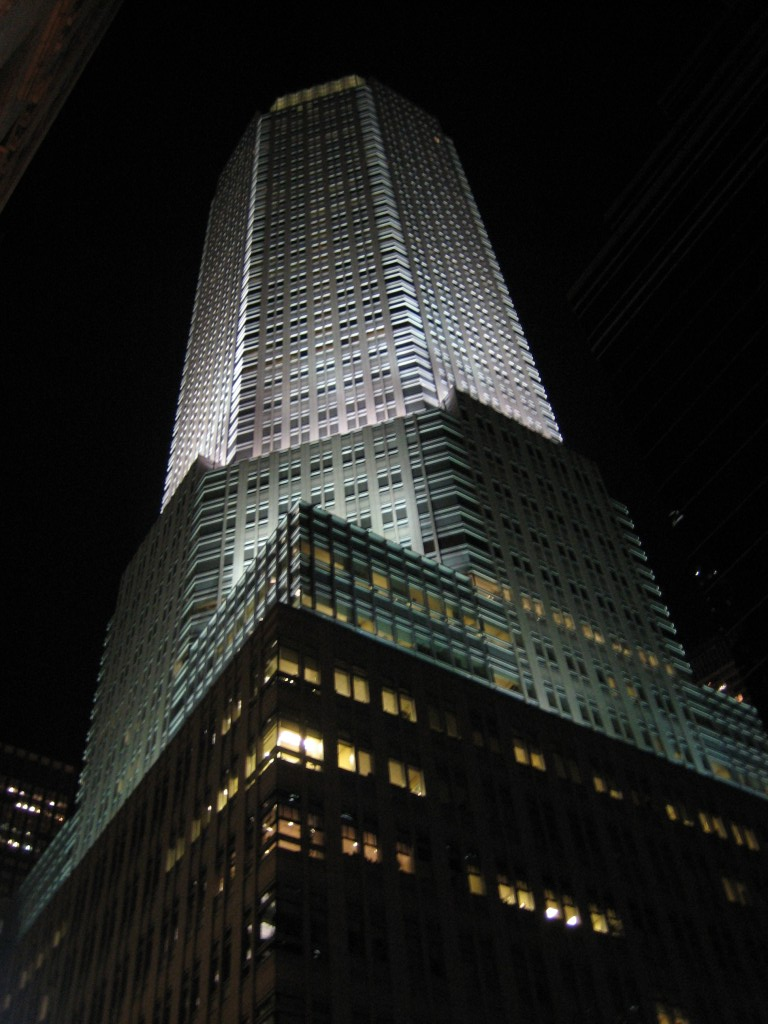
جي بي مورغان تشيس المقر الرئيسي العالميّ 383 ماديسون أفينيو مدينة نيويورك، نيويورك
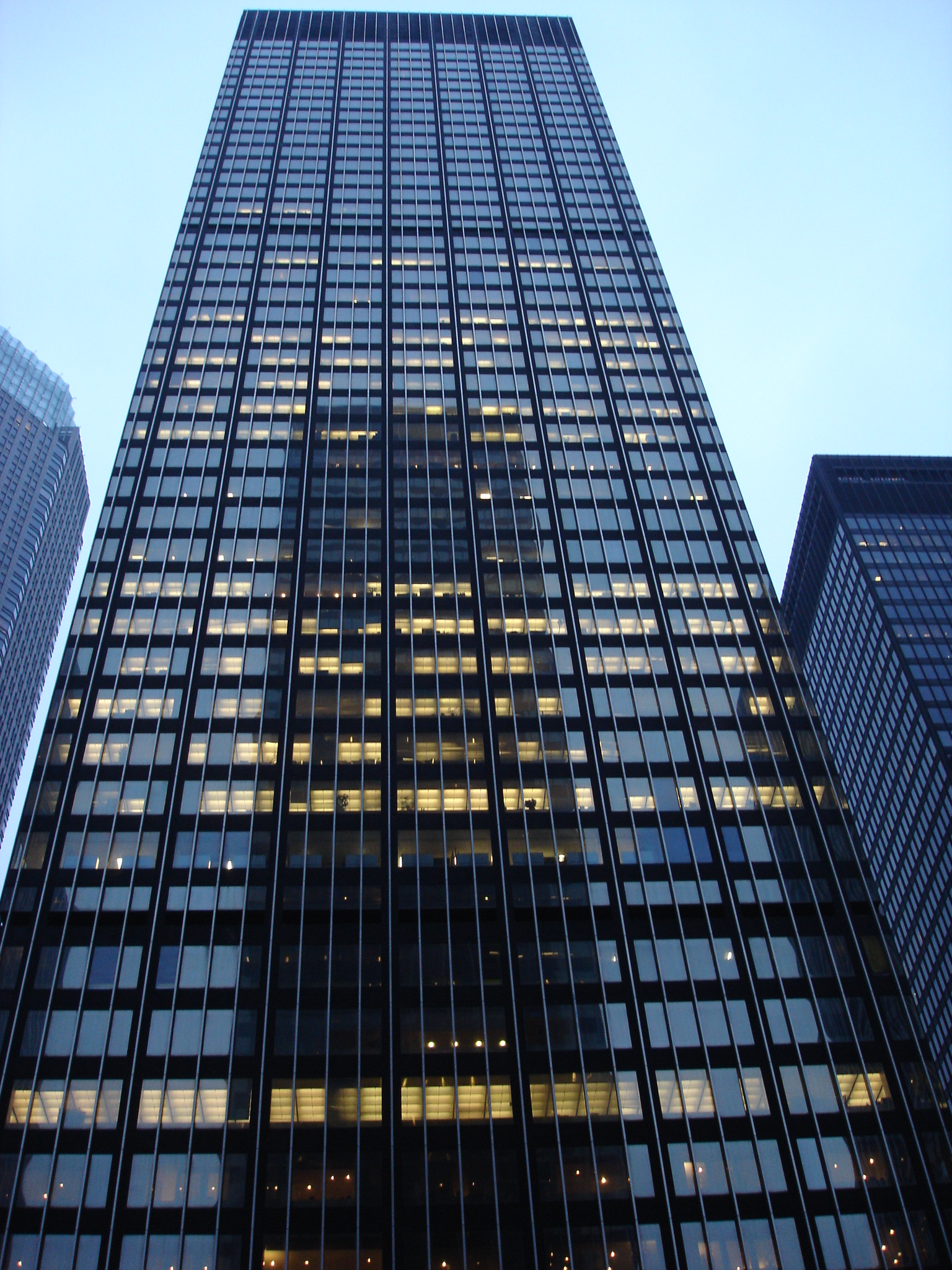
برج جي بي مورغان تشيس 270 Park Avenue مدينة نيويورك، نيويورك (قيد الهدم حاليًا)
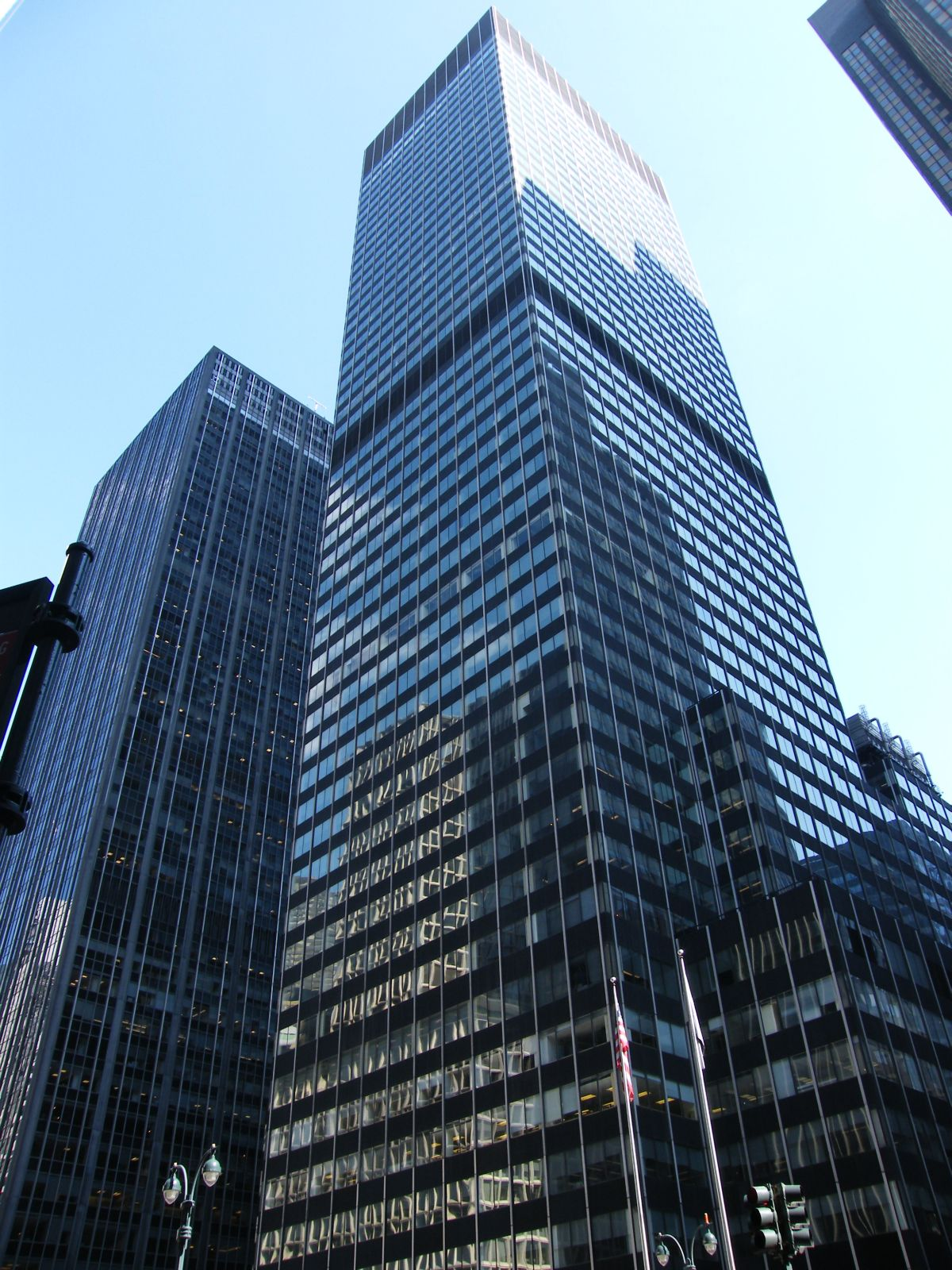
277 Park Avenue مدينة نيويورك، نيويورك
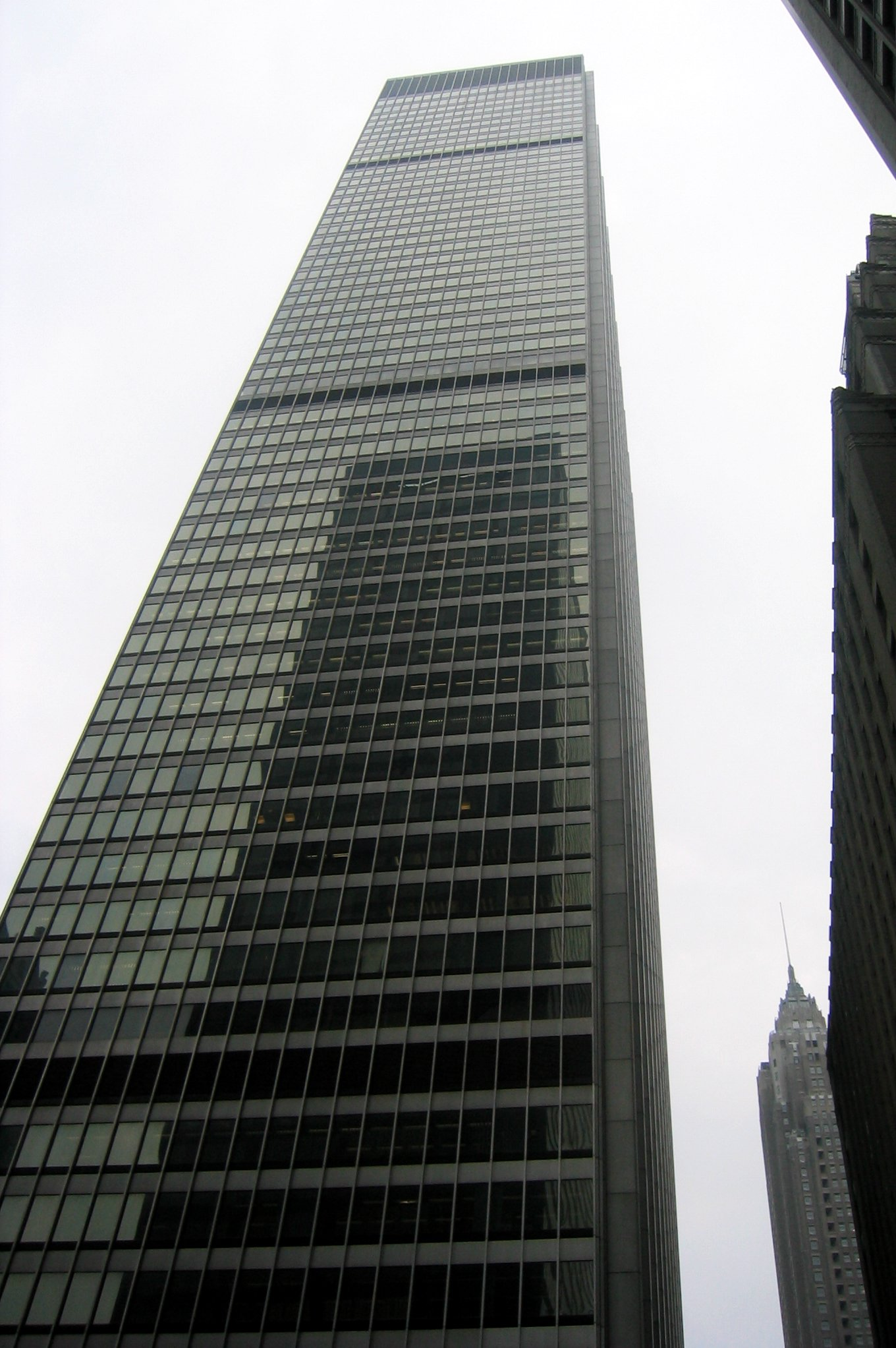
28 Liberty Street مدينة نيويورك، نيويورك
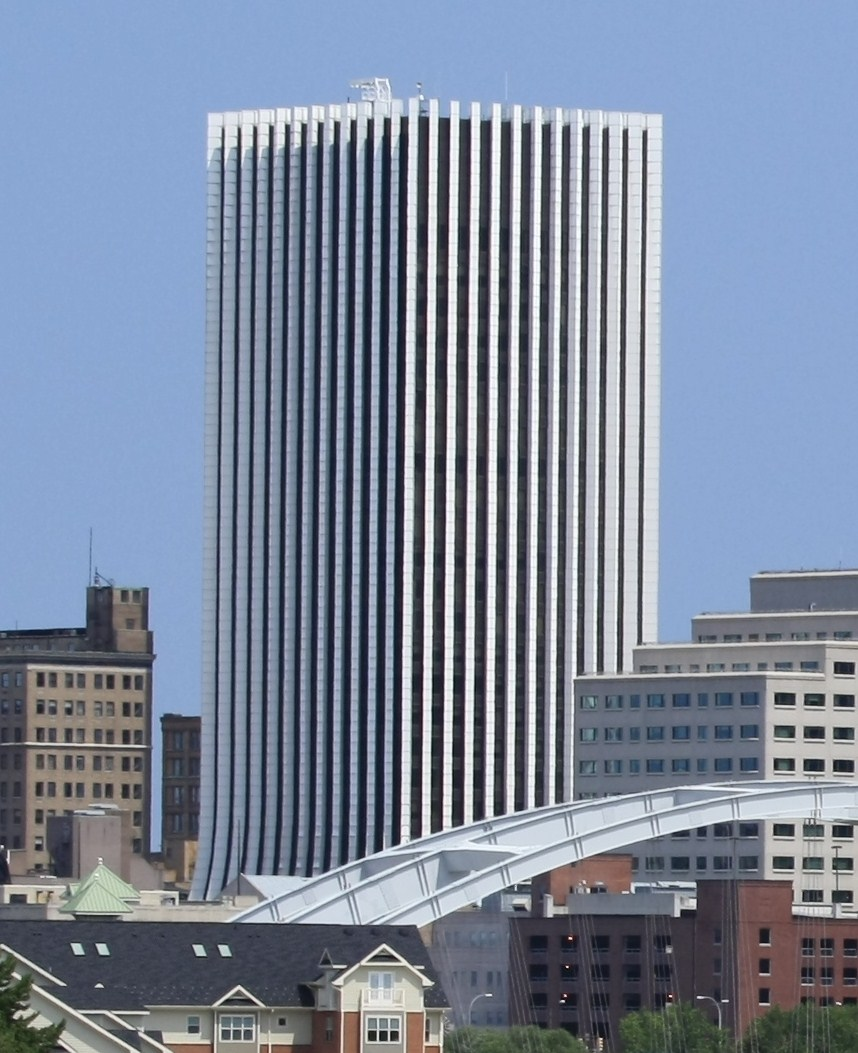
Chase Tower  [لغات أخرى]‏ روتشستر، نيويورك
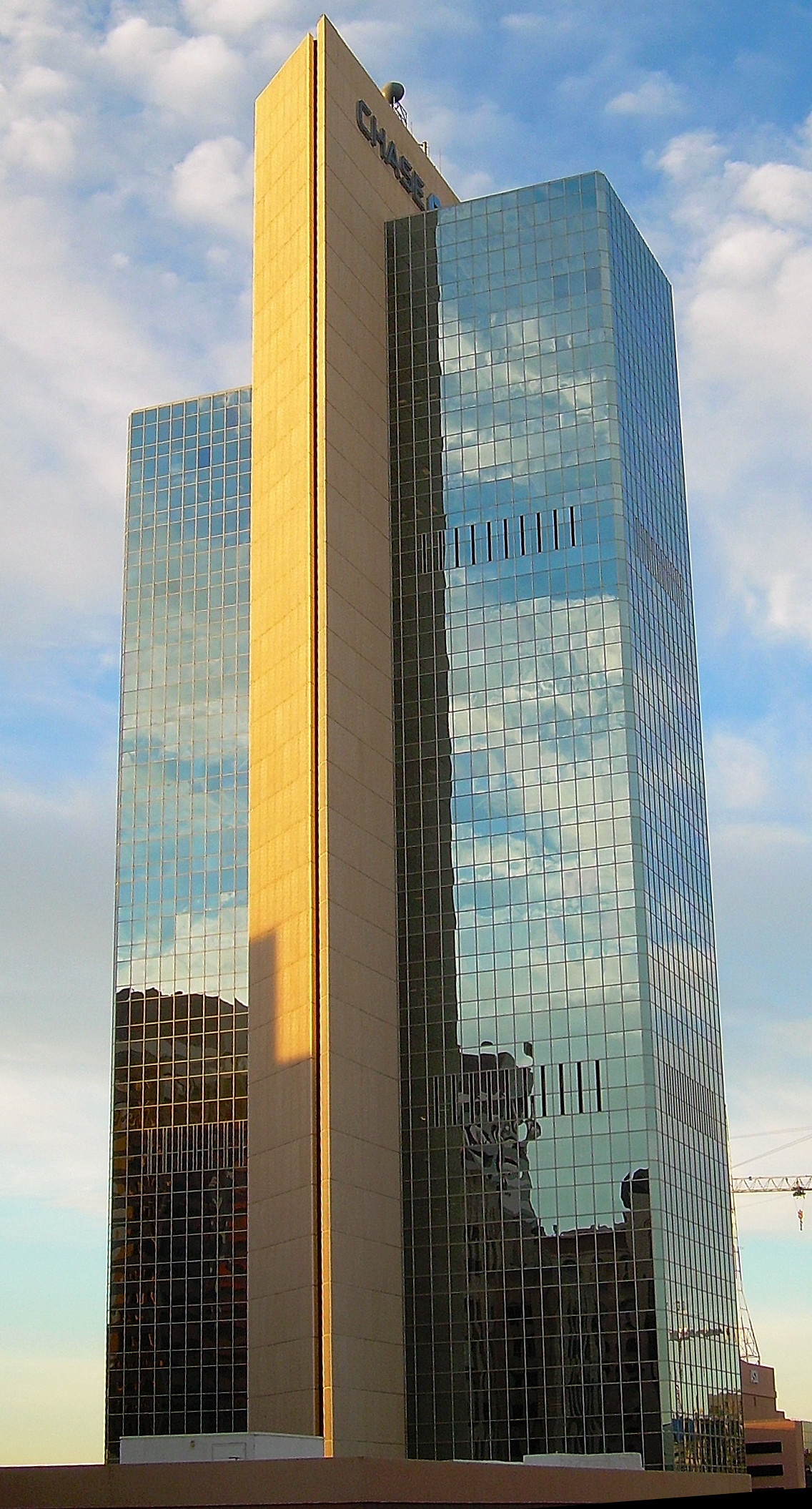
Chase Tower  [لغات أخرى]‏برج تشيس  [لغات أخرى]‏ فينيكس، أريزونا
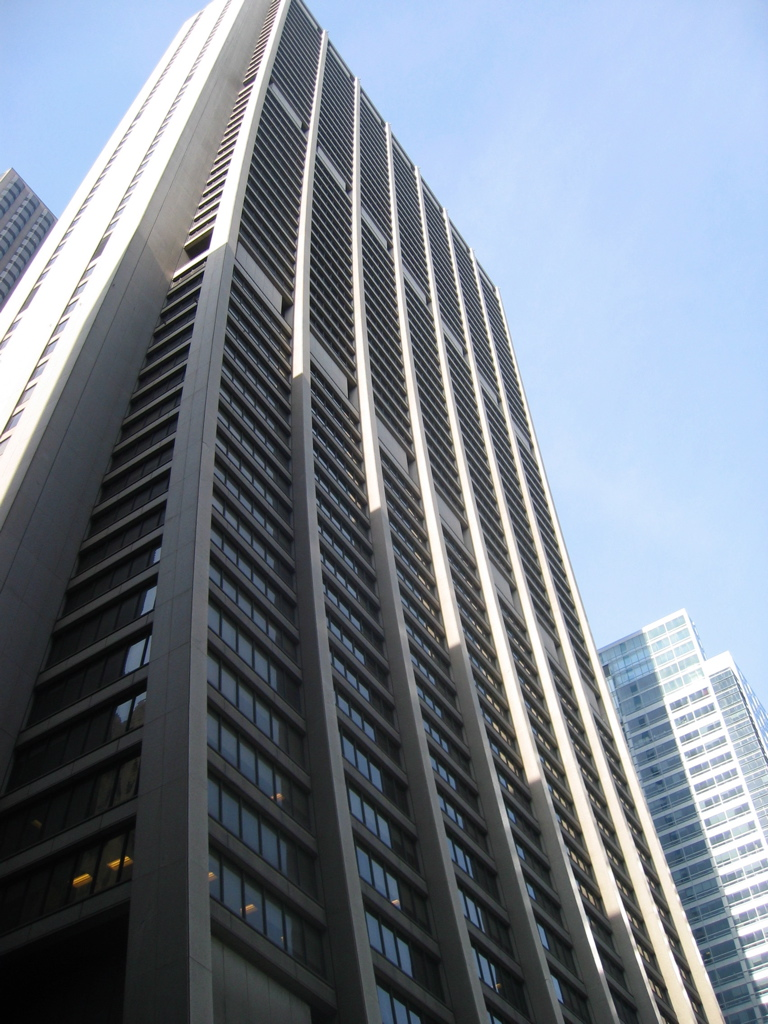
برج تشيس شيكاغو، إلينوي
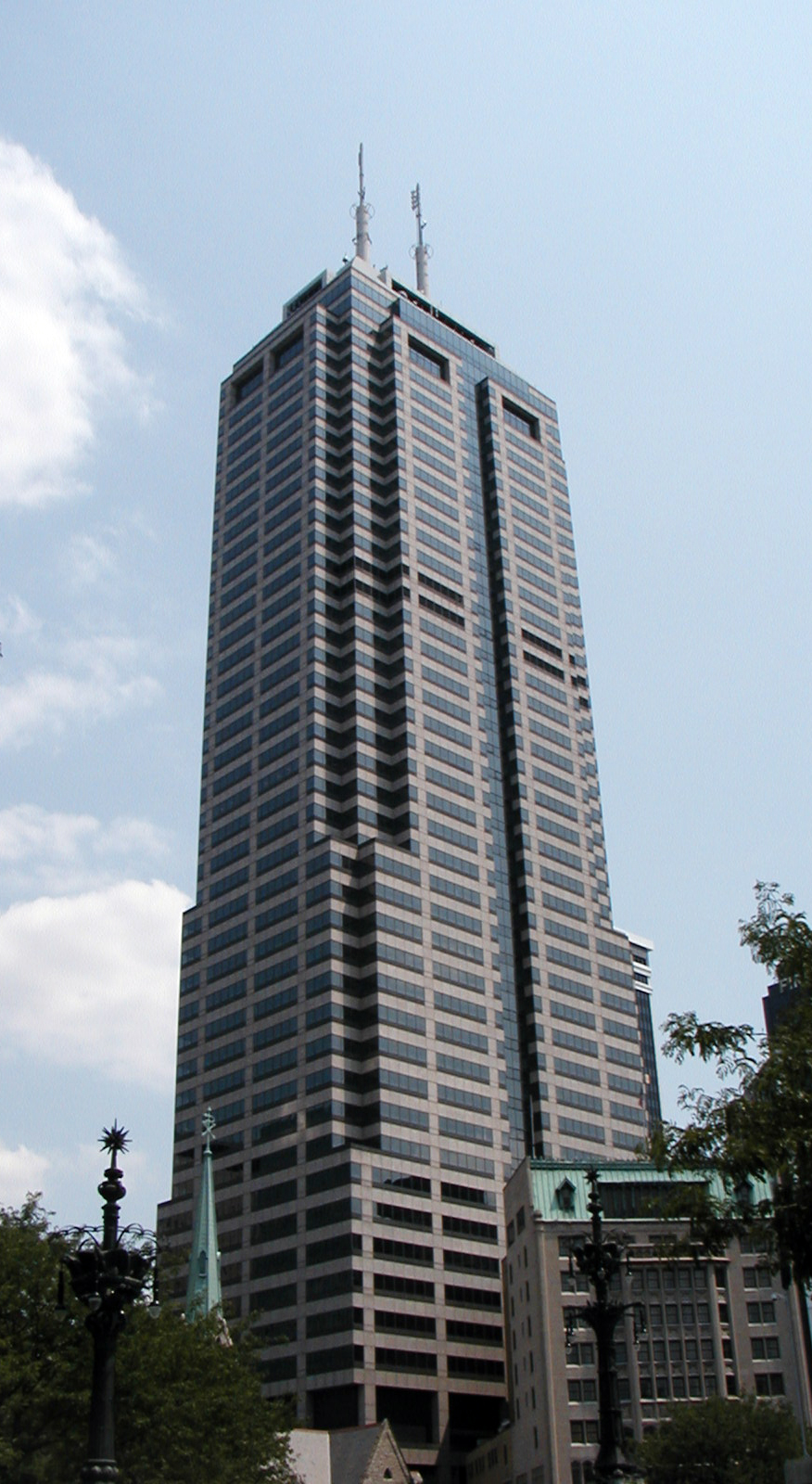
Chase Tower  [لغات أخرى]‏برج تشيس  [لغات أخرى]‏ إنديانابوليس، إنديانا
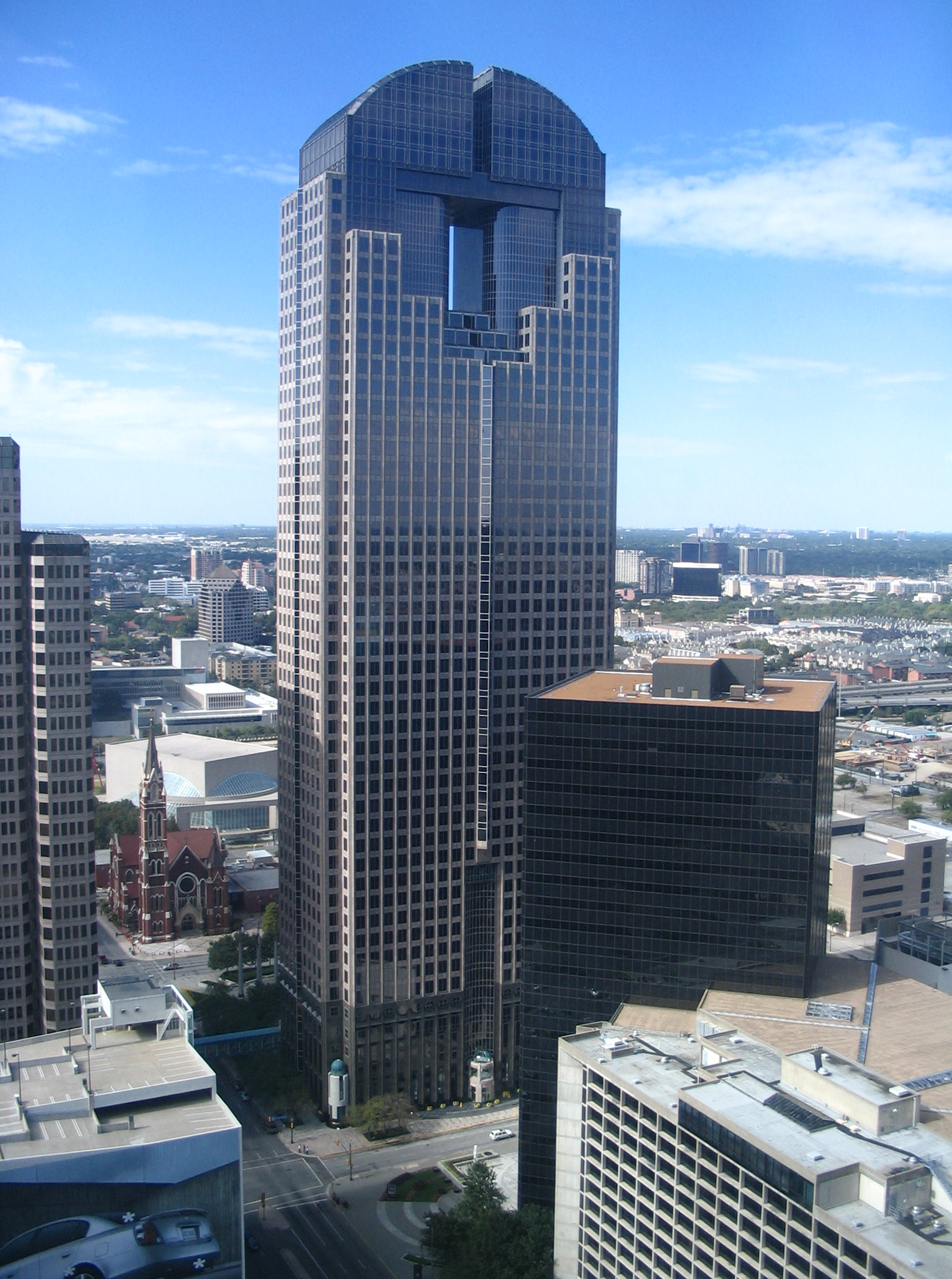
Chase Tower  [لغات أخرى]‏برج تشيس  [لغات أخرى]‏ دالاس، تكساس
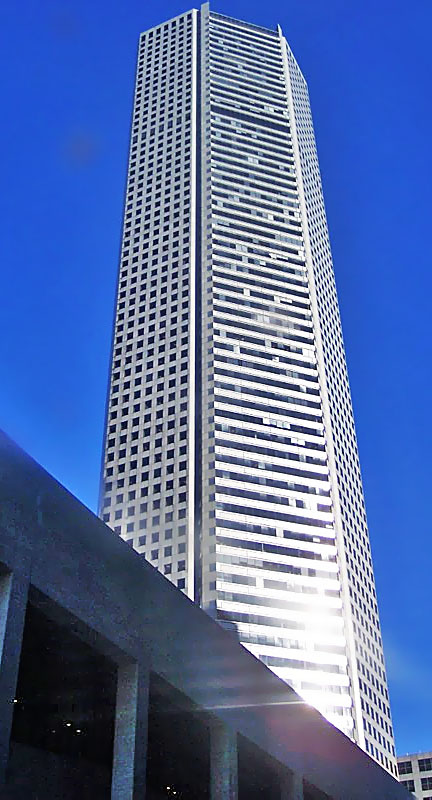
JPMorgan Chase Tower  [لغات أخرى]‏ هيوستن، تكساس
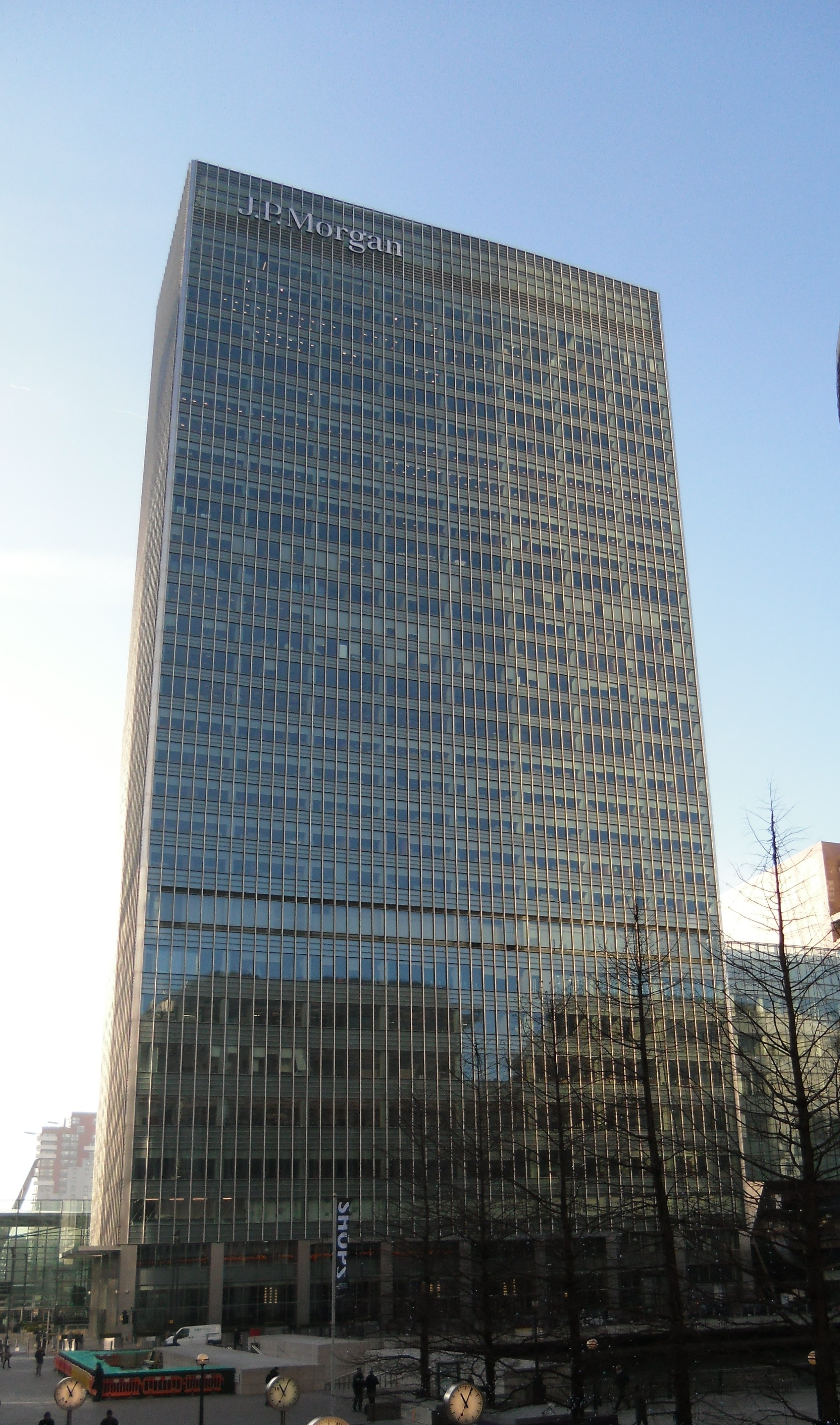
25 Bank Street لندن، المملكة المتحدة

يقع المقر الرئيسي لبنك الشركات العالمية في لندن، ومقره الإقليمي في هونغ كونغ ونيويورك وساو باولو.
يقع المقر الرئيسي لقسم خدمات البطاقات في ويلمنجتون، ديلاوير، مع مكاتب خدمات البطاقات في إلجين، إلينوي؛ سبرينغفيلد، ميسوري؛ سان أنطونيو، تكساس؛ مومباي، الهند؛ وسيبو، الفلبين.
توجد مراكز عمليات كبيرة إضافية في فينيكس، أريزونا؛ لوس أنجلوس، كاليفورنيا، نيوارك، ديلاوير؛ أورلاندو فلوريدا؛ تامبا، فلوريدا؛ إنديانابوليس، إنديانا؛ لويزفيل، كنتاكي؛ بروكلين، نيويورك؛ روتشستر، نيويورك؛ كولومبوس، أوهايو؛ دالاس، تكساس؛ فورت وورث، تكساس؛ بلانو، تكساس؛ وميلووكي، ويسكونسن.
تقع مراكز العمليات في كندا في برلنغتون، أونتاريو؛ وتورنتو، أونتاريو. تقع مراكز العمليات في المملكة المتحدة في بورنماوث وجلاسكو ولندن وليفربول وسويندون. يعمل موقع لندن أيضًا كمقر أوروبي.
توجد مكاتب وعمليات تكنولوجية إضافية في مانيلا بالفلبين؛ سيبو، الفلبين؛ مومباي، الهند؛ بنغالور، الهند؛ حيدر أباد، الهند؛ نيودلهي، الهند؛ بوينس آيرس، الأرجنتين؛ ساو باولو، البرازيل؛ مكسيكو سيتي، المكسيك، والقدس، إسرائيل. في أواخر خريف عام 2017،
افتتح جي بي مورجان تشيس مركز عمليات عالميًا جديدًا في وارسو، بولندا.

## مُشتقات الائتمان
كان فريق المُشتقات في جي بي مورغان (بما في ذلك Blythe Masters) رائدًا في اختراع المشتقات الائتمانية مثل مقايضة التخلف عن السداد. تم إنشاء أول CDS للسماح لشركة إكسون باقتراض الأموال من جي بي مورغان بينما قامت جي بي مورغان بتحويل المخاطر إلى البنك الأوروبي لإعادة الإعمار والتنمية. أنشأ فريق جي بي مورغان لاحقًا "BISTRO"، وهي مجموعة من مقايضات التخلف عن السداد الائتمانية التي كانت سلفًا لـ CDO الاصطناعية. اعتبارًا من عام 2013 ، كان لدى جي بي مورغان أكبر محفظة لمبادلة التخلف عن السداد ومشتقات الائتمان من حيث إجمالي المبلغ النظري لأي بنك أمريكي.

### خسارة تداول بمليارات الدولارات
المقال الرئيسي: 2012 خسارة تداول جي بي مورغان تشيس
في أبريل 2012، أدرك المطلعون على صناديق التحوط أن السوق في مقايضات التخلف عن السداد ربما تأثرت بأنشطة برونو إيكسيل، المتداول في جي بي مورغان تشيس وشركاه، والمشار إليه باسم «حوت لندن» في إشارة إلى المراكز الضخمة كان يأخذ. من المعروف أن الرهانات المتعارضة القوية على مراكزه قد تم إجراؤها من قبل التجار، بما في ذلك فرع آخر من جي بي مورغان، الذي اشترى المشتقات التي قدمها جي بي مورغان بهذا الحجم الكبير. تم رفض التقارير المبكرة وتقليلها من قبل الشركة في محاولة لتقليل التعرض لها. تم الإبلاغ عن خسائر كبيرة، 2 مليار دولار، من قبل الشركة في مايو 2012، فيما يتعلق بهذه الصفقات وتم تحديثها إلى 4.4 مليار دولار في 13 يوليو 2012. لم يكشف الإفصاح، الذي نتج عنه عناوين الأخبار في وسائل الإعلام، عن الطبيعة الدقيقة للتداول المعني، والذي لا يزال قيد التنفيذ وحتى 28 يونيو 2012، كان مستمرًا في إحداث خسائر قد تصل إلى 9 مليارات دولار في أسوأ الأحوال- سيناريوهات الحالة. العنصر الذي تم تداوله، ربما يكون مرتبطًا بـ CDX IG 9، وهو مؤشر قائم على المخاطر الافتراضية للشركات الأمريكية الكبرى، وقد تم وصفه بأنه «مشتق من مشتق». في مكالمة هاتفية طارئة للشركة، قال رئيس جيه بي مورجان تشيس، الرئيس التنفيذي والرئيس جيمي ديمون، إن الإستراتيجية كانت «معيبة ومعقدة وسيئة المراجعة وسوء التنفيذ وضعيفة المراقبة». يتم التحقيق في الحادثة من قبل مجلس الاحتياطي الفيدرالي، ولجنة الأوراق المالية والبورصات، ومكتب التحقيقات الفيدرالي.
الغرامات المفروضة على خسارة تداول جي بي مورغان تشيس لعام 2012
| المُنظم                         | الدولة           | الغرامة          |
| ------------------------------ | ---------------- | ---------------- |
| مكتب مراقب العملة              | الولايات المتحدة | $300m            |
| لجنة الاوراق المالية والبورصات | الولايات المتحدة | $200m            |
| الاحتياطي الفيدرالي            | الولايات المتحدة | $200m            |
| سلطة السلوك المالي             | المملكة المتحدة  | £138m ($221m US) |

في 18 سبتمبر 2013، وافق جي بي مورغان تشيس على دفع ما مجموعه 920 مليون دولار كغرامات وعقوبات لمنظمي الولايات المتحدة والمملكة المتحدة بسبب الانتهاكات المتعلقة بخسارة التداول وغيرها من الحوادث. كانت الغرامة جزءًا من تسوية متعددة الوكالات ومتعددة الجنسيات مع الاحتياطي الفيدرالي ومكتب المراقب المالي للعملة ولجنة الأوراق المالية والبورصات في الولايات المتحدة وهيئة السلوك المالي في المملكة المتحدة. كما اعترفت الشركة بخرق قانون الأوراق المالية الأمريكي. بلغت الغرامات ثالث أكبر غرامة مصرفية يفرضها المنظمون الأمريكيون، وثاني أكبر غرامة تفرضها السلطات البريطانية. اعتبارًا من 19 سبتمبر / أيلول 2013، يواجه تاجران إجراءات جنائية. كما أنها المرة الأولى منذ عدة سنوات التي تعترف فيها مؤسسة مالية أمريكية كبرى علانية بانتهاك قوانين الأوراق المالية.
انتقد تقرير صادر عن لجنة الأوراق المالية والبورصات مستوى الرقابة من الإدارة العليا على المتداولين، وقالت هيئة السلوك المالي (FCA) إن الحادث أظهر «عيوبًا تتخلل جميع مستويات الشركة: من مستوى المحفظة حتى الإدارة العليا.»
في يوم الغرامة، ذكرت هيئة الإذاعة البريطانية (بي بي سي) من بورصة نيويورك أن الغرامات «بالكاد تم تسجيلها» مع المتداولين هناك، وكانت الأخبار تطورًا متوقعًا، وأن الشركة قد استعدت للضربة المالية.

## جمع الفن
أنظر أيضا: J. P. Morgan § جامع الفن والكتب والأحجار الكريمة
بدأت المجموعة في عام 1959 على يد ديفيد روكفلر، وتضم أكثر من 30000 قطعة، منها أكثر من 6000 قطعة تعتمد على التصوير،  اعتبارًا من 2012 تحتوي على أكثر من مائة عمل لفنانين من الشرق الأوسط وشمال إفريقيا. كان مبنى One Chase Manhattan Plaza هو الموقع الأصلي في بداية المجموعة من قبل بنك تشيس مانهاتن، وهي المجموعة الحالية التي تحتوي على كل من هذا وأيضًا تلك الأعمال التي حصل عليها First National Bank of Chicago قبل الاستيعاب في مؤسسة جي بي مورغان تشيس. 177 كان ل. ك. إيرف مديرًا لاقتناء الأعمال منذ عام 2004 للبنك ، وقد تم استكمال طاقم برنامج الفن الخاص به بثلاثة أعضاء بدوام كامل ومسجل واحد. ضمت اللجنة الاستشارية في وقت بدء روكفلر أ. إتش بار، ودي ميلر، وأيضًا جيه جيه سويني، آر هيل، بي راثبون وجي بونشافت.

## الرعايات الرئيسية
- تشيس فيلد (بنك وان بولبارك سابقًا)، فينيكس، أريزونا - أريزونا دياموندباكس، MLB
- مركز تشيس (سان فرانسيسكو) - غولدن ستايت ووريورز، الدوري الاميركي للمحترفين
- دوري كرة القدم
- قاعة تشيس (قاعة بنك وان سابقًا) داخل برج تشيس (شيكاغو) (برج بنك وان سابقًا)
- يعد تحدي جي بي مورغان تشيس تحدي الشركات، الذي تملكه وتديره شركة جي بي مورغان تشيس، أكبر سلسلة سباقات سيارات على الطرق للشركات في العالم مع أكثر من 200000 مشارك في 12 مدينة في ست دول في خمس قارات. يقام السباق سنويًا منذ عام 1977 ويتراوح حجم السباقات من 4000 مشارك إلى أكثر من 60.000.
- جي بي مورغان تشيس هي الراعي الرسمي لبطولة الولايات المتحدة المفتوحة
- جي بي مورجان لإدارة الأصول هي الراعي الرئيسي لسلسلة الدوري الإنجليزي للرجبي 7s
- الراعي لسباق جيسامين ستيكس، وهو سباق خيول يبلغ من العمر عامين في كينلاند، ليكسينغتون، كنتاكي منذ عام 2006.

## القيادة
جيمي ديمون هو رئيس مجلس الإدارة والرئيس التنفيذي لشركة جي بي مورغان تشيس. تم تصميم صفقة الاستحواذ على ون بانك في عام 2004، جزئيًا لتوظيف ديمون في جي بي مورغان تشيس. أصبح الرئيس التنفيذي في نهاية عام 2005. اشتهر ديمون بقيادته خلال الأزمة المالية لعام 2008. تحت قيادته، أنقذ جي بي مورجان تشيس بنكين كانا يعانيان خلال الأزمة. على الرغم من انتقاد ديمون علنًا لسياسات الهجرة الصارمة للحكومة الأمريكية ، اعتبارًا من يوليو 2018، تمتلك شركته ما قيمته 1.6 مليون دولار من الأسهم في شركة ستيرلنج كونستركشن (تعاقدت الشركة على بناء جدار ضخم على الحدود الأمريكية المكسيكية).

### مجلس الإدارة
اعتبارًا من 30 سبتمبر 2020:
- جيمي ديمون، رئيس مجلس الإدارة والرئيس التنفيذي لشركة جي بي مورغان تشيس
- ليندا بامان، جيه بي مورجان ومديرة تنفيذية سابقة في بنك وان
- ستيف بورك، رئيس NBCUniversal
- تود كومبس، الرئيس التنفيذي لشركة GEICO
- جيمس كراون، رئيس شركة Henry Crown and Company
- تيموثي فلين، رئيس مجلس الإدارة والرئيس التنفيذي السابق لشركة KPMG
- ميلودي هوبسون، الرئيس التنفيذي لشركة Ariel Investments
- مايكل نيل، الرئيس التنفيذي لشركة GE Capital
- لي ريموند، رئيس مجلس الإدارة والرئيس التنفيذي السابق لشركة إكسون موبيل
- فرجينيا روميتي، الرئيس التنفيذي لشركة أي بي إم، ورئيس مجلس الإدارة السابق والرئيس والمدير التنفيذي لشركة أي بي إم

### القيادة العليا
- الرئيس: جيمي ديمون (منذ يناير 2007) [199]
- الرئيس التنفيذي: جيمي ديمون (منذ يناير 2006)[199]

### قائمة الرؤساء السابقين
1. ويليام بي هاريسون جونيور (2000-2006) [200]

### قائمة الرؤساء التنفيذيين السابقين
1. ويليام بي هاريسون جونيور (2000-2005) [200]

## الأزمة المالية العالمية 2008
البنك كان من المؤسسات القليلة التي استطاعت تجنب الأزمة حيث كان للبنك دور فعال في إنقاذ مؤسسات مالية ضخمة من الانهيار كما فعل حين اشترى بنك بير ستيرنز أكبر بنك استثماري في الولايات المتحدة والذي كان يعاني من شدة الخسائر بسبب أزمة الرهن العقاري واستولى البنك أيضًا على مؤسسة واشنطن ميتشوال التي تعدّ واحدة من أكبر مؤسسات الادّخار والتي قررت الحكومة الأمريكية إغلاقها لما تعرضت له من خسائر شديدة وذلك بنفس سبب بير ستيرنز والذي كان إغلاق هذه المؤسسة يمثل أكبر انهيار في التاريخ المصرفي الأمريكي.